# Flockenblumen
Die Flockenblumen (Centaurea) bilden eine Pflanzengattung in der Unterfamilie der Carduoideae innerhalb der Familie der Korbblütler (Asteraceae). Die je nach Autor etwa 260 bis über 700 Arten sind hauptsächlich in Europa, dem Mittelmeerraum und in Vorderasien verbreitet, einige Arten sind in vielen Gebieten der Welt Neophyten.

## Beschreibung

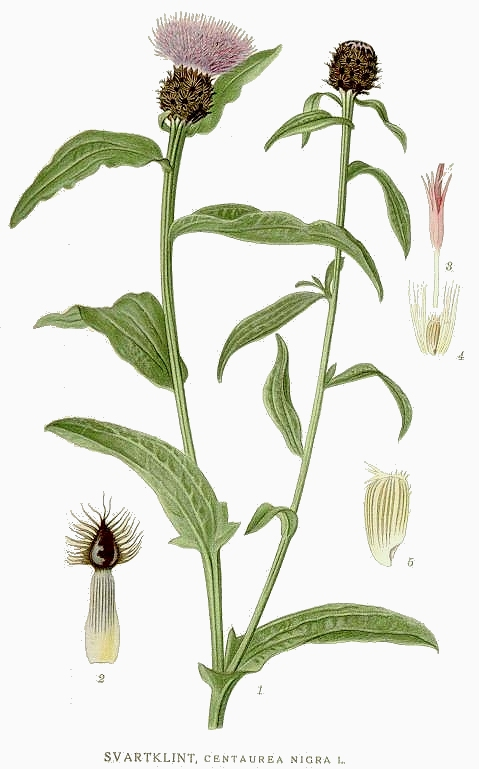
Illustration der Schwarzen Flockenblume (Centaurea nigra)

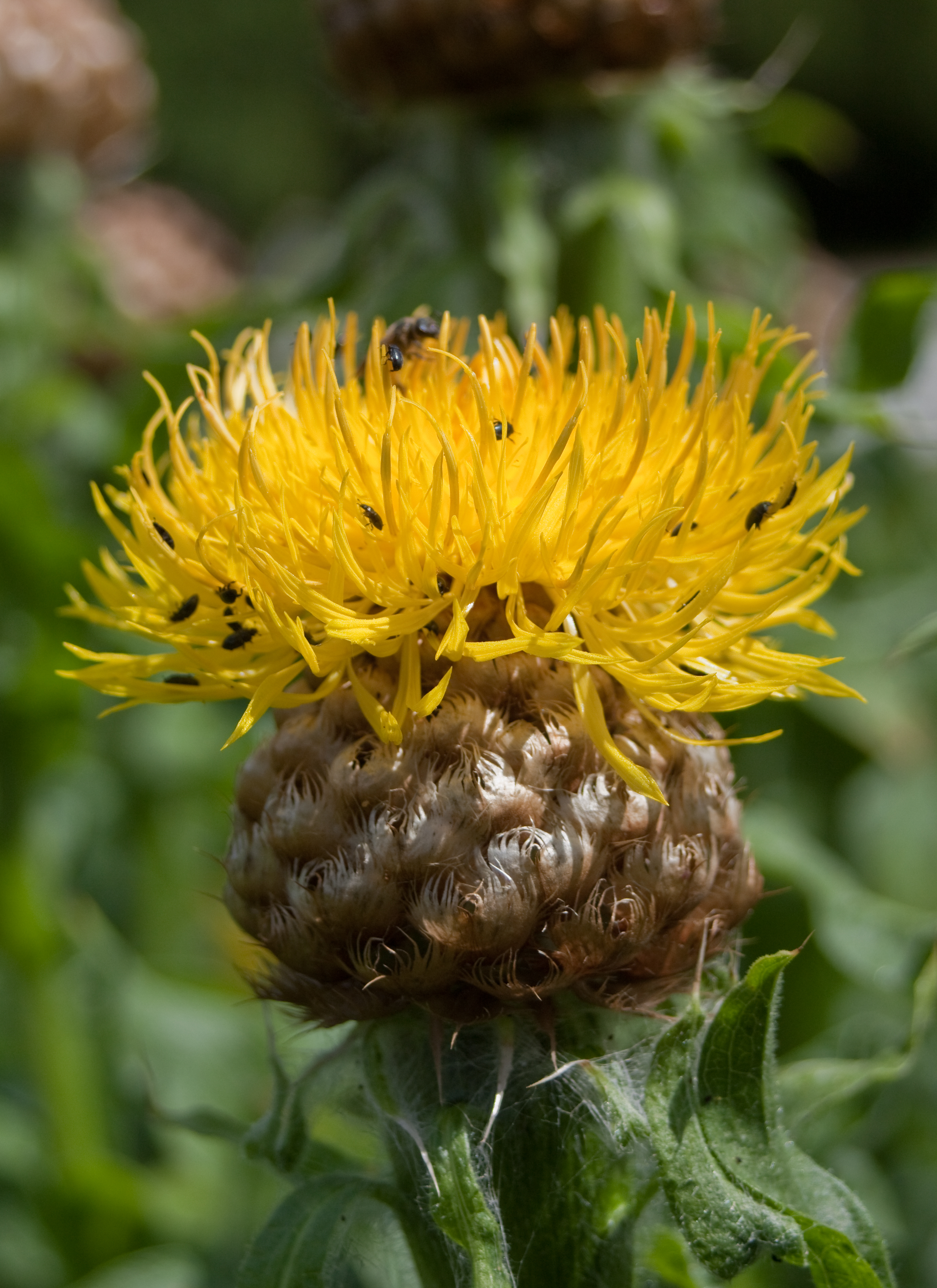
Blütenkorb im Detail der Großköpfigen Flockenblume (Centaurea macrocephala)

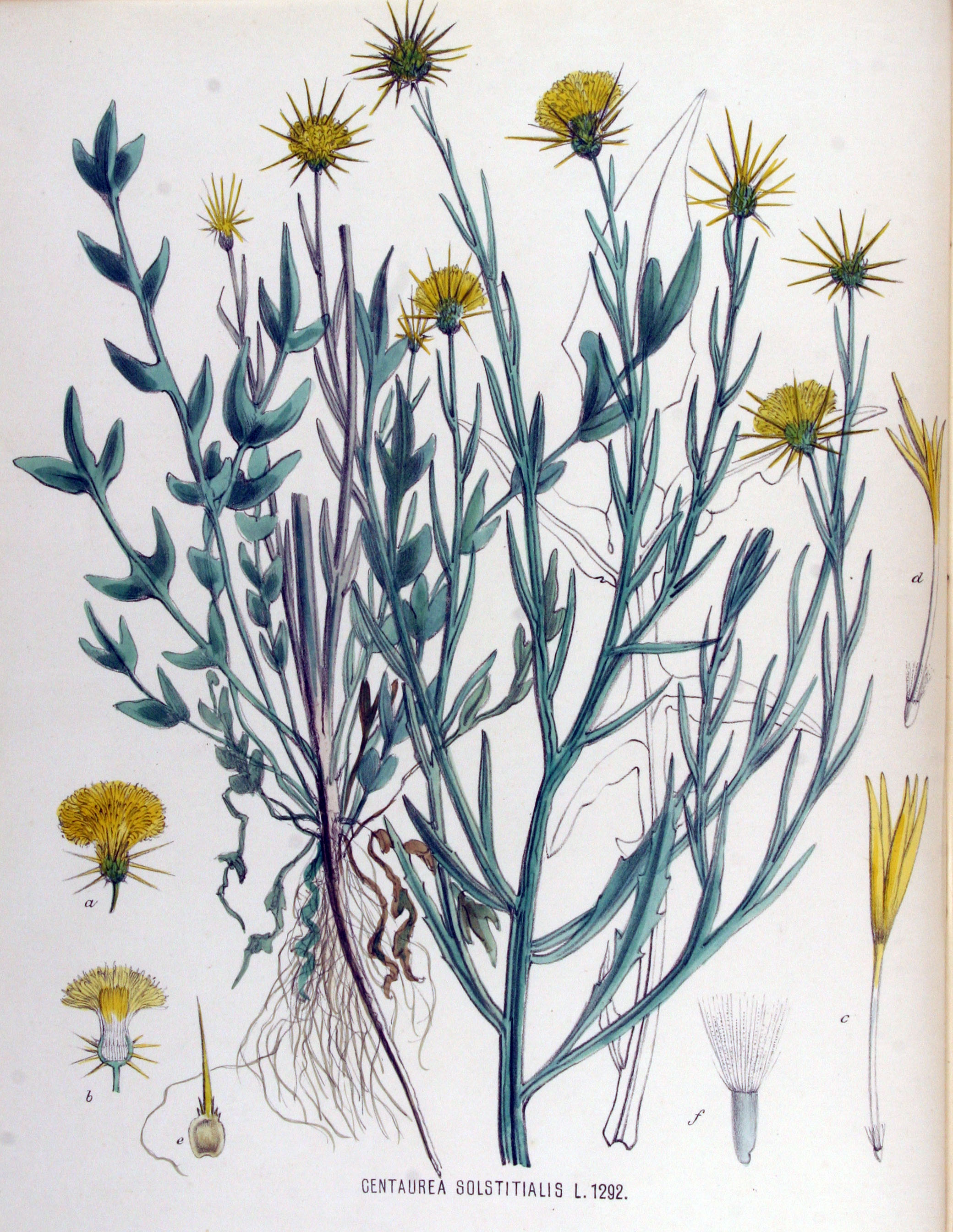
Sonnenwend-Flockenblume (Centaurea solstitialis), Illustration aus Flora Batava, Band 17

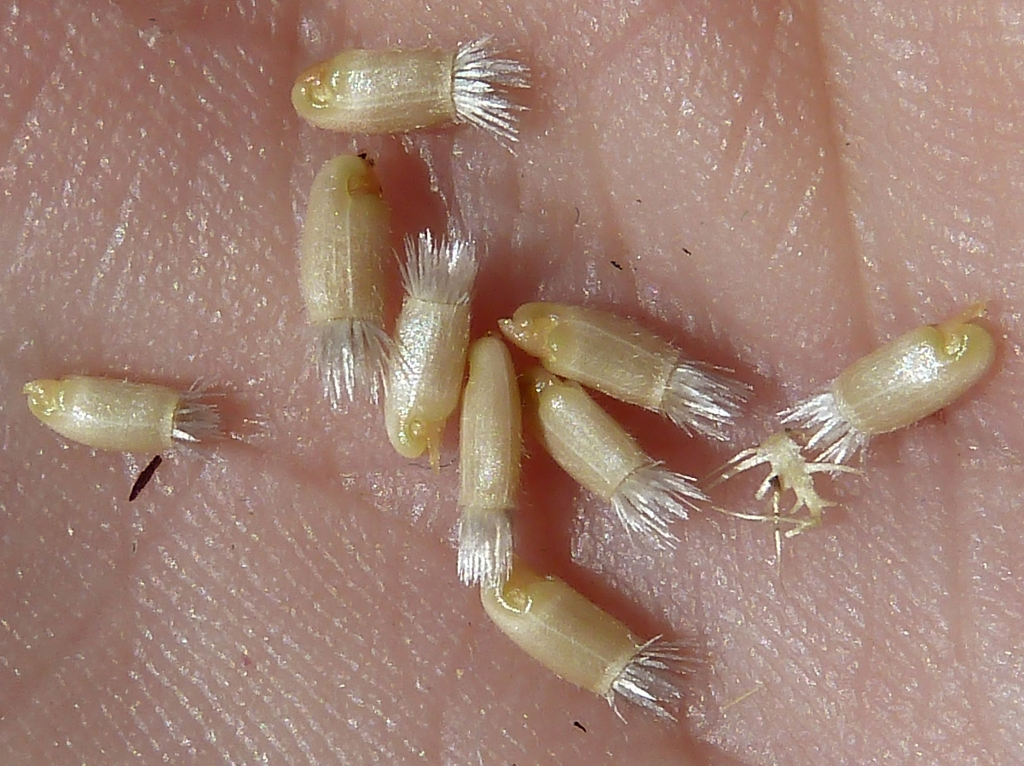
Achänen von Centaurea pullata

### Vegetative Merkmale
Centaurea-Arten sind ein-, zweijährige oder meist ausdauernde krautige Pflanzen, die je nach Art Wuchshöhen von 20 bis 300 Zentimetern erreichen.
Die wechselständig angeordneten Laubblätter sind manchmal ungeteilt, häufig jedoch fiederteilig.

### Generative Merkmale
Die körbchenförmigen Blütenstände stehen einzeln oder bis zu vielen in rispig-schirmtraubigen oder rispig-traubigen Blütenständen zusammen. Das Involucrum ist kugel-, ei-, glocken- oder schüsselförmig. Die dachziegelartig sich überlappenden Hüllblätter besitzen oft einen häutigen Rand und artspezifische abgesetzte gefranste oder dornige Anhängsel. Die Spreublätter sind borstig zerschlitzt.
Bei den Carduoideae sind, im Gegensatz zu den anderen Unterfamilien, nur Röhrenblüten vorhanden; bei dieser Gattung je Blütenkorb wenige bis viele. Bei vielen Arten sind die randlichen Röhrenblüten leicht zygomorph sowie vergrößert und steril. Die inneren Röhrenblüten sind zwittrig. Die Kronblätter sind weiß bis gelb oder rosa- bis purpurfarben. Die zwei Griffeläste sind kurz.
Die spärlich fein behaarten, verkahlenden oder kahlen Achänen besitzen einen gezähnten oder glatten oberen Rand. Die Achänen besitzen einen haltbaren oder früh abfallenden Pappus, selten fehlt dieser auch völlig. Der Pappus besteht aus zwei Typen von Elementen; die äußeren Elemente sind borstenförmig und meist in selten nur einer, meist mehreren Reihen angeordnet; die inneren Elemente sind kurz und meist schuppenförmig.

### Chromosomensätze
Die Chromosomengrundzahlen betragen x = 8, 9, 10, 11, 12, 13 oder 15.

## Systematik und Verbreitung
Die Gattung Centaurea wurde 1753 durch Carl von Linné in Species Plantarum, Tomus II, Seite 909. aufgestellt. Typusart war bis 2001 Centaurea centaurium L. (Großes Kentaurion, lateinisch Centaureum majus, deutsch auch Zentaurenkraut und Goldkörbchen genannt). Der botanische Gattungsname Centaurea ist abgeleitet vom altgriechischen Wort kentaúreion, das auf den mythischen Zentauren (griechisch kentaur) Chiron zurückgeht, der mit der Kornblume (Centaurea cyanus) oder dem Zentaurenkraut (Centaurea centaurium) eine Wunde am Fuße des Helden Achilles geheilt haben soll.
Centaurea gehört zur Subtribus Centaureinae Dumort. (mit etwa 30 Gattungen) aus der Tribus Cardueae in der Unterfamilie Carduoideae innerhalb der Familie der Asteraceae. Der Umfang von Centaurea s. l. war deutlich größer. Viele Arten wurden beispielsweise in die Gattungen Cheirolophus Cass. (Syn.: Palaeocyanus Dostál), Cyanus Mill. (25 bis 30 Arten), Phalacrachena Iljin (2 Arten), Plectocephalus D.Don (4 Arten), Psephellus Cass. (75 bis 80 Arten) und Rhaponticoides Vaill. (30 Arten) ausgegliedert. Centaurea s. l. ist polyphyletisch.
Die Systematik der Verwandtschaftsgruppe rund um die Gattung Centaurea hat sich seit 1976 (Dostál 1976) bis (beispielsweise Susanna et al. 1995, Garcia-Jacas et al. 2000, 2001, 2006, Hilpold et al. 2014) 2020 mehrmals grundlegend verändert. Da die frühere Typusart in eine andere Gattung gestellt wurde, musste sogar als neue Typusart Centaurea paniculata L. festgelegt werden. Die Gliederung der Gattung Centaurea wurde oft verändert, beispielsweise bei Hilpold et al. 2014 gibt es drei Untergattungen in der engergefassten Gattung.
In Mitteleuropa am häufigsten in der Natur zu finden ist die Wiesen-Flockenblume (Centaurea jacea). Regional unterschiedlich sind auch Skabiosen-Flockenblume (Centaurea scabiosa), Schwarze Flockenblume (Centaurea nigra), Phrygische Flockenblume (Centaurea phrygia), Rispen-Flockenblume (Centaurea stoebe) und weitere Arten verbreitet.
| - Centaurea acarnanica (Matthäs) Greuter (Syn.: Centaurea alba subsp. subciliaris (Boiss. & Heldr.) Dostál, Centaurea subciliaris Boiss. & Heldr., Centaurea subciliaris subsp. acarnanica Matthäs): Diese Neukombination erfolgte 2003. Sie kommt nur in Griechenland vor. - Centaurea acaulis L.: Sie kommt in Algerien und Tunesien vor. - Centaurea achaia Boiss. & Heldr.: Die zwei Unterarten kommen in Griechenland nur in Attika, auf dem Peloponnes, in Sterea Hellas sowie Evia vor. - Centaurea achaia Boiss. & Heldr. subsp. achaia (Syn.: Centaurea eryngioides Sm., Centaurea sibthorpii Halácsy, Colymbada achaia (Boiss. & Heldr.) Holub, Colymbada sibthorpii (Halácsy) Holub) - Centaurea achaia subsp. corinthiaca (Boiss. & Heldr.) Phitos & T.Georgiadis (Syn.: Centaurea corinthiaca Boiss. & Heldr.) - Centaurea achtarovii Urum.: Dieser Endemit kommt nur den Pirin Bergen im südwestlichen Bulgarien vor. Sie gilt als EN = „Endangered“ = „stark gefährdet“. - Centaurea acicularis Sm.: Sie kommt im asiatischen Teil der Türkei vor. Weitere Fundortangaben gelten als fraglich. - Agäis-Flockenblume (Centaurea aegialophila Wagenitz, Syn.: Aegialophila cretica Boiss. & Heldr., Crocodylium creticum (Boiss. & Heldr.) N.García & Susanna): Sie kommt in der Türkei, Ägypten, auf Zypern und Kreta vor. - Centaurea aegyptiaca L.: Sie kommt nur im Nahen Osten in Ägypten, auf dem Sinai, in Israel, Palästina, Jordanien sowie Syrien vor. - Centaurea aeolica Guss. ex Lojac.: Dieser Endemit kommt nur auf der Insel Lipari vor. - Centaurea aetaliae (Sommier) Bég.: Dieser Endemit kommt nur auf Elba vor. - Centaurea aetolica Phitos & T.Georgiadis: Sie kommt in Griechenland nur in Attika, auf dem Peloponnes, in Sterea Hellas sowie Evia vor. - Centaurea affinis Friv.: Sie kommt in zahlreichen Unterarten in Serbien, Albanien, Griechenland, Nordmazedonien, Bulgarien, Rumänien und in der Türkei vor. - Centaurea aggregata Fisch. & C.A.Mey. ex DC.: Sie kommt von der Türkei bis zum westlichen und nordwestlichen Iran vor. - Centaurea aguilellae Mateo & M.B.Crespo: Sie wurde 2008 aus Spanien erstbeschrieben. - Centaurea ahverdovii Gabrieljan: Sie kommt nur in Armenien vor. - Centaurea ainetensis Boiss.: Sie kommt in Syrien und im Libanon vor. - Centaurea akamantis T.Georgiadis & Hadjik.: Dieser Endemit kommt nur auf Zypern vor. - Centaurea akmanii Yild.: Sie wurde 2012 aus der Türkei erstbeschrieben. - Centaurea akroteriensis Gennaio & Q.G.Manni: Sie wurde 2020 erstbeschrieben. Sie wurde bisher nur auf der Halbinsel Salento im südlichen Apulien gefunden. - Centaurea aksoyi Hamzaoğlu & Budak: Sie wurde 2009 aus der Türkei erstbeschrieben. - Centaurea aladaghensis Wagenitz: Sie kommt nur in der zentralen Türkei vor. - Centaurea alba L.: Die je nach Autor zahlreichen Unterarten sind in Südwest- bis Südeuropa verbreitet, beispielsweise kommen auf der Iberischen Halbinsel drei Unterarten vor. - Centaurea albanica Halácsy: Sie kommt nur in Griechenland vor. - Centaurea albertii Rexhepi: Dieser Endemit kommt nur in Serbien vor. - Centaurea albofimbriata Stef. & T.Georgiev: Sie kommt in Bulgarien vor. - Centaurea albonitens Turrill (Syn.: Centaurea carthamoides (DC.) Sch.Bip.): Sie kommt von der südöstlichen Türkei bis zum westlichen Iran vor. - Centaurea alexandrina Delile: Sie kommt in Libyen und in Ägypten vor. - Centaurea alfonsoi Negaresh: Sie kommt nur im westlichen Iran vor. - Centaurea ali-beyana Font Quer & Pau: Sie kommt nur in Marokko vor. - Centaurea alveicola Rech. f.: Sie kommt im Iran vor. - Centaurea amadanensis Sch.Bip.: Sie kommt vom nordöstlichen Irak bis zum westlichen Iran vor. - Centaurea amaena Boiss. & Balansa: Sie kommt in der Türkei vor. - Centaurea amanicola Hub.-Mor.: Sie kommt im asiatischen Teil der Türkei vor. - Centaurea amanosensis M.Bona: Die Erstbeschreibung erfolgte 2015. Sie wurde bisher nur in der türkischen Provinz Hatay gefunden. - Centaurea ambigua Guss.: Sie kommt nur in Italien vor. - Centaurea amblensis Graells: Die zwei Unterarten kommen auf der Iberischen Halbinsel im zentralen bis südwestlichen Spanien sowie im nördlichen Portugal vor. - Centaurea ammocyanus Boiss.: Sie kommt im östlichen Mittelmeerraum vom asiatischen Teil der Türkei bis in den Nahen Osten vor. - Centaurea angelescui (Prodan) Czerep.: Diese seltene Art kommt nur jeweils an wenigen Fundorten im nordöstlichen Bulgarien, südöstlichen Rumänien sowie südwestlichen Moldawien vor. - Centaurea antalyensis H.Duman & A.Duran: Sie kommt in der Türkei vor. - Centaurea antennata Dufour: Von den seit 2007 zwei Unterarten kommt die eine nur im südöstlichen und die andere nur im östlichen Spanien vor. - Centaurea anthemifolia Hub.-Mor.: Sie kommt in der Türkei vor. - Centaurea antiochia Boiss.: Sie kommt in der Türkei vor. - Centaurea antitauri Hayek: Sie kommt in der Türkei vor. - Centaurea aphrodisea Boiss.: Sie kommt in der Türkei vor. - Centaurea aplolepa Moretti: Sie kommt in zahlreichen Unterarten nur in Italien vor. - Centaurea appendicata Klokov: Sie kommt in der Ukraine vor. - Centaurea arachnoidea Viv.: Dieser kommt nur in den Apuanischen Alpen in der italienischen Provinz Toskana vor. - Centaurea ardabilica Ranjbar & Heydari: Sie kommt im Iran vor. - Centaurea arenaria M.Bieb. ex Willd.: Sie kommt im Baltikum und von Ungarn bis zum Kaukasusraum und bis Zentralasien vor. - Centaurea argecillensis Gredilla: Sie kommt nur vom zentralen bis ins nordöstliche Spanien vor. - Centaurea argentea L.: Sie kommt in Griechenland sowie auf Kreta vor. - Centaurea arifolia Boiss.: Sie kommt in Syrien und in der Türkei vor. - Centaurea aristata Hoffmanns. & Link: Sie kommt auf der zentralen bis zentralen-westlichen Iberischen Halbinsel in Portugal, Spanien und Andorra vor. - Centaurea armena Boiss.: Sie kommt in Armenien und in der Türkei vor. - Centaurea arrigonii Greuter: Sie kommt nur in Italien vor. - Centaurea ascalonica Bornm.: Sie kommt in Israel und in Jordanien vor. - Centaurea aspera L.: Die wenigen Unterarten sind von Italien (inklusive Sardinien sowie Sizilien) über Frankreich bis zur Iberischen Halbinsel sowie auf den Balearen und in Marokko natürlich verbreitet. Beispielsweise in einigen Gebieten Europas ist sie ein Neophyt. - Centaurea aspromontana Brullo, Scelsi & Spamp.: Dieser Endemit kommt nur in einem kleinen Gebiet in Italien vor. - Centaurea assadii Ranjbar & Negaresh: Sie kommt im Iran vor. - Centaurea athoa DC.: Sie kommt in zwei Unterarten in Griechenland und in der Türkei vor. - Centaurea atlantica Pomel: Sie kommt in Marokko und in Algerien vor. - Centaurea atlantis Maire & Weiller: Sie kommt in Marokko vor. - Centaurea atropurpurea Olivier: Sie kommt nur in Griechenland vor. - Centaurea attica Nyman: Es gibt etwa vier Unterarten: - Centaurea attica subsp. asperula (Halácsy) Dostál (Syn.: Centaurea asperula Halácsy): Sie kommt im südöstlichen Griechenland vor. - Centaurea attica Nyman subsp. attica: Sie kommt in Griechenland vor. - Centaurea attica subsp. megarensis (Halácsy & Hayek) Dostál: Dieser Endemit kommt nur im südöstlichen Griechenland vor. - Centaurea attica subsp. pentelica (Hausskn.) Dostál: Sie kommt nur im östlichen Griechenland vor. - Centaurea aucheri (DC.) Wagenitz: Sie kommt von der östlichen Türkei bis Iran vor. - Centaurea austroanatolica Hub.-Mor.: Sie kommt in der Türkei vor. - Centaurea avilae Pau: Dieser Endemit kommt nur in den Bergen des südlichen Spaniens vor. - Centaurea axillaris Willd. (Syn.: Centaurea cana Sm.): Sie kommt von Italien und der Tschechoslowakei bis zum Iran vor. - Centaurea aytugiana Bancheva, Kaya & Binzet: Sie wurde 2014 erstbeschrieben. Bisher wurde sie in der Türkei nur in der Provinz Karabük im nördlichen Anatolien gefunden. - Centaurea aziziana Rech. f.: Sie kommt von der Türkei bis zum Iran vor. - Centaurea babylonica (L.) L.: Sie kommt in Syrien, im Libanon und in der Türkei vor. - Centaurea bachtiarica Hayek & Bornm.: Dieser Endemit kommt nur im südwestlichen Iran vor. - Centaurea baldaccii Degen: Dieser Endemit kommt nur im westlichen Lefka Ori im westlichen Kreta vor. - Centaurea barrasii Pau: Dieser Endemit kommt nur in Cabo de Gata-Níjar im südöstlichen Spanien vor. - Centaurea baseri Köse & Alan: Sie wurde 2013 erstbeschrieben. Bisher wurde sie nur in der Provinz Afyon im zentralen Anatolien gefunden. Sie gedeiht über Kalkstein. - Centaurea bavegehensis Ranjbar & Negaresh: Die 2014 erstbeschriebene Art kommt im westlichen Iran vor. - Centaurea beltrani (Pau) Blanca: Sie ist vielleicht eine Naturhybride und kommt nur im östlichen Spanien vor. - Centaurea behen L. non DC.: Sie kommt vom östlichen Mittelmeerraum bis zum Iran und Turkmenistan vor, wird im Deutschen Behenblume und wurde früher lateinisch Been album (später Behen album Garsault) genannt, deutsch auch „weiße Behen“, - Benediktenkraut (Centaurea benedicta (L.) L., Syn. Cnicus benedictus L.):> Sie ist ursprünglich vom Mittelmeerraum über Südwestasien und den Kaukasusraum und Zentralasien (Kasachstan, Kirgisistan, Tadschikistan, Turkmenistan, Usbekistan) bis Russland, Afghanistan, im autonomen Gebiet Xinjiang nur im Tian Shan und zum nördlichen Pakistan verbreitet. Sie ist in vielen Gebieten der Welt ein Neophyt. - Centaurea besseriana DC.: Sie kommt in Bulgarien, Rumänien, in der Ukraine und in Moldawien vor. - Centaurea bethurica E.López & Devesa: Sie wurde 2008 erstbeschrieben. Auf der südwestlichen bis zentralen Iberischen Halbinsel kommt sie in Portugal und Spanien vor. - Centaurea bimorpha Viv.: Sie kommt in Marokko, Algerien, Tunesien, Libyen, Ägypten und auf der Sinaihalbinsel vor. - Centaurea bingoelensis Behçet & Ilçim: Sie wurde 2017 erstbeschrieben. Bisher sind nur zwei Fundorte nördliche und nordwest des Dorfes Yelesen in der Provinz Bingöl im östlichen Anatolien bekannt. Diese seltene Art gedeiht an steinigen Hängen. - Centaurea biokovensis Teyber: Sie kommt in Kroatien und auf Kreta vor. - Centaurea blancheana Mouterde: Sie kommt in Syrien vor. - Centaurea bofilliana Sennen ex Devesa & E.López: Die Erstbeschreibung erfolgte 2012. Sie kommt im südöstlichen Frankreich und in Spanien vor. - Centaurea boissieri DC.: Sie kommt in mehreren Unterarten in Marokko und Spanien vor. - Centaurea bojnordensis Ranjbar, Negaresh & Joharchi: Sie wurde 2014 aus dem Iran erstbeschrieben. - Centaurea bombycina Boiss. ex DC.: Die zwei Unterarten kommen nur im südlichen Spanien vor. - Centaurea borjae Valdés Berm. & Rivas Goday: Dieser Endemit kommt nur im nordöstlichen La Coruña im nordwestlichen Spanien vor. - Centaurea borysthenica Gruner: Sie kommt in Ungarn, Serbien, Rumänien und in der Ukraine vor. - Centaurea bourgaei Boiss.: Sie kommt auf Inseln der östlichen Ägäis und in der Türkei vor. - Centaurea bovina Velen.: Sie kommt in Bulgarien und Griechenland vor. - Centaurea breviceps Iljin: Sie kommt in der Ukraine vor. - Centaurea bruguieriana (DC.) Hand.-Mazz.: Sie kommt von der südöstlichen Türkei bis Pakistan und die Arabische Halbinsel vor. - Centaurea brulla Greuter (Syn.: Centaurea apula Bianco & Brullo non Lam.): Sie kommt in Italien vor. - Centaurea brunnea (Halácsy) Halácsy: Sie kommt in Serbien und in Griechenland vor. - Centaurea bugellensis (Soldano) Soldano: Sie kommt nur in Italien vor. - Centaurea busambarensis Guss.: Dieser Endemit kommt nur auf Sizilien vor. - Centaurea cadmea Boiss.: Sie kommt in der Türkei vor. - Centaurea calabra G.Caruso, S.A.Giardina, Raimondo & Spadaro: Sie wurde 2013 aus Italien erstbeschrieben. - Stern-Flockenblume (Centaurea calcitrapa L.): Sie ist von Makaronesien über den Mittelmeerraum, weite Teile der Iberischen Halbinsel, die Ukraine, die Türkei und den Sudan bis zum Iran und zur Arabischen Halbinsel verbreitet. - Centaurea caliacrae Prodan: Sie kommt in Bulgarien und Rumänien vor. - Centaurea calocephala Willd.: Sie kommt in Serbien, Bosnien und Herzegowina, Albanien, Montenegro, Kroatien, Bulgarien sowie Rumänien vor. - Centaurea calolepis Boiss.: Sie kommt in der Türkei vor. - Centaurea camelorum Velen.: Sie kommt in Saudi-Arabien vor. - Centaurea cankiriensis A.Duran & H.Duman: Sie wurde 2002 aus der Türkei erstbeschrieben. - Centaurea caprina Steven: Sie kommt in der Ukraine, in Moldawien und im Kaukasusraum vor. - Centaurea carduiformis DC.: Sie kommt vom östlichen Mittelmeerraum bis zum Iran vor. - Centaurea cariensiformis Hub.-Mor.: Sie kommt in der Türkei vor. - Centaurea cariensis Boiss.: Sie kommt in mehreren Unterarten in der Türkei und auf Inseln der Ägäis vor. - Centaurea caroli-henrici Gabrieljan & Dittrich: Sie kommt nur in Armenien vor. - Centaurea carolipauana Fern.Casas & Susanna: Sie kommt in Marokko vor. - Centaurea carratracensis Lange: Dieser Endemit kommt nur im südlichen Spanien vor. - Centaurea carrissoi Rothm. (Syn.: Rhaponticoides fraylensis (Nyman) M.V.Agab. & Greuter): Sie kommt im südwestlichen Portugal vor. - Centaurea carystea Trigas & Constantin.: Sie kommt in Griechenland vor. - Centaurea caspia Grossh.: Sie kommt in Aserbaidschan, in Armenien und im Kaukasusraum vor. - Centaurea cassia Boiss.: Sie kommt in Syrien und in der Türkei vor. - Centaurea castellana Boiss.: Sie kommt in Spanien, Andorra und in Portugal vor. - Centaurea castellanoides Talavera: Die seit 2008 drei Unterarten kommen nur im südlichen bis südöstlichen Spanien vor. - Centaurea cataonica Boiss. & Hausskn. ex Boiss. & Hausskn.: Sie kommt in der Türkei vor. - Centaurea cavanillesiana Graells: Sie kommt in Spanien vor. - Centaurea cephalariifolia Willk. (Syn.: Centaurea scabiosasubsp. cephalariifolia (Willk.) Greuter): Sie kommt im südlichen Frankreich und in Spanien vor. - Centaurea centauroides L.: Sie kommt nur in Italien vor. - Centaurea ceratophylla Ten.: Sie kommt nur in Italien vor. - Centaurea chalcidicaea Hayek: Sie kommt in Griechenland vor. - Centaurea chaldaeorum Nábělek: Sie kommt in der Türkei vor. - Centaurea charrelii Halácsy & Dörfl.: Sie kommt in Griechenland vor. - Goldlackblättrige Flockenblume (Centaurea cheiranthifolia Willd., Syn.: Centaurea fischeri Willd., Cyanus cheiranthifolius (Willd.) Soják): Sie kommt von der nördlichen und östlichen Türkei bis zum Kaukasusraum und dem nordwestlichen Iran vor. - Centaurea cheirolepidoides Wagenitz: Dieser Endemit kommt nur in der südwestlichen Türkei vor. - Centaurea cheirolopha (Fenzl) Wagenitz: Sie kommt in der Türkei, in Syrien und im Libanon vor. - Centaurea chrysantha Wagenitz: Sie kommt in der Türkei vor. - Centaurea chrysocephala Phitos & T.Georgiadis: Sie kommt in Griechenland vor. - Centaurea chrysolepis Vis.: Sie kommt in Serbien, Bosnien und Herzegowina, Montenegro sowie Bulgarien vor. - Centaurea cineraria L.: Sie kommt nur in Italien vor. - Centaurea cithaeronea Phitos & Constantin.: Sie kommt in Griechenland vor. - Centaurea citricolor Font Quer: Dieser Endemit kommt im südlichen Spanien nur in der Sierra Morena Oriental vor. - Centaurea clementei Boiss. ex DC.: Sie kommt im nordwestlichen Marokko und im südlichen Spanien vor. - Centaurea codringtonii Rech. f.: Sie kommt in Afghanistan vor. - Centaurea codruensis Prodan: Sie kommt in Rumänien vor. - Centaurea collina L.: Es gibt zwei Unterarten: - Centaurea collina L. subsp. collina: Sie kommt in Portugal, Spanien, Italien, Frankreich und Ibiza vor. - Centaurea collina subsp. serratulifolia (Sennen & Pau ex Hayek) Hayek: Sie kommt auf dem spanischen Festland und auf den Balearen vor. - Centaurea conocephala Bolle: Dieser Endemit kommt nur auf Teneriffa vor. - Centaurea consanguinea DC.: Sie kommt in der Türkei vor. - Centaurea corcubionensis M.Laínz: Dieser Endemit kommt nur im nordwestlichen Spanien vor. - Centaurea cordubensis Font Quer: Sie kommt auf der südwestlichen Iberischen Halbinsel in Spanien sowie Portugal vor. - Centaurea corensis Vals. & Filigh.: Dieser Endemit kommt nur auf Sardinien vor. - Centaurea coronata Lamy (Syn.: Centaurea endressii Hochst. & Steud. ex Lamotte): Sie kommt in den spanischen und französischen Pyrenäen vor. - Centaurea corymbosa Pourr. (Syn.: Centaurea hybrida All.): Sie kommt in Frankreich vor. - Centaurea costae Willk. (Syn.: Centaurea alba subsp. costae (Willk.) Dostál): Dieser Endemit kommt nur im nordöstlichen Spanien vor. - Centaurea coutinhoi Franco: Sie kommt nur in Portugal vor. - Centaurea coziensis Nyár.: Sie kommt in Rumänien vor. - Karst-Flockenblume (Centaurea cristata Bartl.): Sie kommt in Slowenien, Italien, Kroatien und in Montenegro vor. - Centaurea crithmifolia Vis.: Sie kommt nur in Kroatien vor. - Centaurea crocata Franco: Dieser Endemit kommt nur im südwestlichen Portugal vor. - Centaurea crocodylium L. (Syn.: Crocodylium syriacum Cass.): Sie kommt in Israel, Jordanien, Syrien und im Libanon vor. - Centaurea cuneifolia Sm.: Sie kommt auf der Balkanhalbinsel, in Rumänien und in der europäischen sowie asiatischen Türkei vor. - Centaurea cuspidata Vis.: Dieser Endemit kommt nur in Kroatien vor. - Centaurea cyanoides Wahlenb.: Sie kommt in Zypern, im Gebiet von Libanon und Syrien und im Gebiet von Israel und Jordanien vor. - Centaurea cyanomorpha Stef. & T.Georgiev: Sie kommt in Bulgarien vor. - Kornblume (Centaurea cyanus L., Syn.: Cyanus segetum Hill, Centaurea cyaneum St.-Lag., Centaurea cyanocephala Velen., Centaurea cyanus subsp. coa Rech. f., Centaurea cyanus var. denudata Suksd., Centaurea hoffmanniana Asch., Centaurea hortorum Pau, Centaurea lanata Roxb., Centaurea pulcherrima Wight ex DC., Centaurea pulchra DC., Centaurea rhizocephala Trautv., Centaurea segetalis Salisb., Centaurea umbrosa A.Huet ex Reut.): Sie ist im zentralen bis östlichen Mittelmeerraum verbreitet. Sie ist in vielen Gebieten der Welt ein Neophyt. Sie wird als Zierpflanze verwendet. - Centaurea cylindrocephala Bornm.: Sie kommt in Nordmazedonien und Griechenland vor. - Centaurea cyprensis (Holub) T.Georgiadis: Dieser Endemit kommt nur auf Zypern vor. - Centaurea cyrenaica Bég. & Vacc.: Sie kommt in Libyen vor. - Centaurea dalmatica A.Kern. - Centaurea damascena Boiss.: Sie kommt in Israel, Jordanien, Syrien und auf der Sinaihalbinsel vor. - Centaurea daralagoezica (Fomin) Greuter: Sie kommt in Nachitschewan und in Armenien vor. - Centaurea davisii Wagenitz: Sie kommt von der südöstlichen Türkei bis zum nordwestlichen Irak vor. - Centaurea debdouensis Breitw. & Podlech: Sie kommt in Marokko vor. - Centaurea debeauxii Godr. & Gren.: Sie seit 2014 zwei Unterarten kommen vom nördlichen Spanien bis Frankreich vor. - Centaurea decipiens Thuill.: Sie kommt in Spanien, Andorra, Italien, Frankreich, Großbritannien, Deutschland, in der Schweiz, Belgien, Luxemburg, in den Niederlanden, Dänemark und Norwegen vor und ist in Korsika ein Neophyt. - Centaurea deflexa Wagenitz: Sie kommt in der Türkei vor. - Centaurea degeniana J.Wagner: Sie kommt in Rumänien und Bulgarien vor. - Centaurea degenianiformis Prodan: Sie kommt in Rumänien vor. - Centaurea delbesiana Arènes: Sie kommt vom nördlichen Syrien bis zum westlichen Irak vor. - Centaurea delicatula Breitw. & Podlech: Sie kommt in Algerien und Tunesien vor. - Centaurea delucae C. Guarino & Rampone: Sie wurde 2006 aus Italien erstbeschrieben. - Centaurea demetrii Dumbadze: Sie kommt im Kaukasusraum vor. - Centaurea demirizii Wagenitz: Sie kommt in der Türkei vor. - Centaurea demirkapiensis Micevski - Centaurea depressa M.Bieb.: Das natürliche Verbreitungsgebiet reicht von Südwestasien bis Zentralasien. Sie ist in Europa ein Neophyt. - Centaurea derderiifolia Wagenitz: Sie kommt in der Türkei vor. - Centaurea derventana Vis. & Pančić: Sie kommt in Serbien und in Bosnien und Herzegowina vor. - Verbrannte Flockenblume (Centaurea deusta Ten.): Sie kommt in der Schweiz, in Italien, Sizilien, Malta, Kroatien, Slowenien, Serbien, Bosnien und Herzegowina, Bulgarien, Montenegro, Albanien, Nordmazedonien sowie Griechenland vor. - Centaurea deustiformis Adamović: Sie kommt in Albanien, Nordmazedonien und Griechenland vor. - Centaurea dhofarica Baker: Dieser Endemit kommt nur im Oman vor. - Centaurea dichroa Boiss. & Heldr.: Sie kommt in der Türkei vor. - Centaurea dichroantha A.Kern.: Sie kommt in Italien und Slowenien vor. - Sparrige Flockenblume (Centaurea diffusa Lam., Syn.: Centaurea aemulans Klokov, Centaurea comperiana Steven): Sie ist von Ost- und Südosteuropa über die Türkei bis zum Kaukasusraum verbreitet. - Centaurea diluta Aiton: Sie kommt ursprünglich Makaronesien, in Marokko, Algerien, Spanien und Frankreich vor. - Centaurea diomedea Gasp.: Sie kommt nur in Italien vor. - Centaurea djebel-amouri Greuter: Sie kommt in Algerien vor. - Centaurea doddsii Post ex Boiss.: Sie kommt in der Türkei vor. - Centaurea dominii (Dostál) Dubovik - Centaurea donetzica Klokov: Sie kommt in der Ukraine vor. - Centaurea drabifolia Sm.: Sie kommt im Anti-Libanon und von der Türkei bis zum nordwestlichen Iran vor. - Centaurea dracunculifolia Dufour (Syn.: Centaurea jacea subsp. dracunculifolia (Dufour) A.Bolòs): Sie kommt vom östlichen Spanien bis ins südöstliche Frankreich vor. - Centaurea drabifolioides Hub.-Mor.: Sie kommt in der Türkei vor. - Centaurea drenovensis Pils - Centaurea dubjanskyi Iljin: Sie kommt im Kaukasusraum vor. - Centaurea ducellieri Batt. & Trab.: Sie kommt in Marokko vor. - Centaurea dumulosa Boiss.: Sie kommt in Syrien, im Libanon in Jordanien und in Israel vor. - Centaurea dursunbeyensis Uysal & Köse: Sie wurde 2009 aus der Türkei erstbeschrieben. - Centaurea ebenoides Heldr. ex S.Moore: Sie kommt in Griechenland vor. - Centaurea edith-mariae Radić: Sie kommt nur in Kroatien vor. - Centaurea elazigensis Kaya & Vural: Sie kommt in der Türkei vor. - Centaurea elegantissima Bornm.: Sie kommt in nordöstlichen Irak vor. - Centaurea eliasii Sennen & Pau: Sie kommt in Spanien vor. - Centaurea emigrantis Bubani: Dieser Endemit kommt nur im nordöstlichen Spanien vor. - Centaurea emporitana Vayr. ex Hayek: Dieser Endemit kommt nur im nordöstlichen Spanien vor. - Centaurea ensiformis P.H.Davis: Sie kommt in der Türkei vor. - Centaurea epapposa Velen.: Sie kommt in Serbien und in Bulgarien vor. - Centaurea eriophora L.: Sie kommt in Marokko, Algerien, Tunesien, Portugal, Spanien und Israel vor. - Centaurea ertugruliana Uysal: Sie kommt in der Türkei vor. - Centaurea erycina Raimondo & Bancheva: Dieser Endemit kommt nur auf Sizilien vor. - Centaurea eryngioides Lam.: Sie kommt vom östlichen Mittelmeerraum bis zur Arabischen Halbinsel vor. - Centaurea euboica Rech. f.: Sie kommt in Griechenland nur in Attika, auf dem Peloponnes, in Sterea Hellas sowie Evia vor. - Centaurea euxina Velen.: Sie kommt in Bulgarien vor. - Centaurea exarata Boiss. ex Coss.: Sie kommt auf der südwestlichen Iberischen Halbinsel in Portugal sowie Spanien vor. - Centaurea fabregatii Mateo & M.B.Crespo: Sie wurde 2008 erstbeschrieben. Bisher wurde sie nur im östlichen Spanien gefunden. - Centaurea fenzlii Reichardt: Sie kommt in der Türkei vor. - Centaurea ferox Desf.: Sie kommt in Algerien vor. - Centaurea filiformis Viv.: Dieser Endemit kommt nur auf Sardinien vor. - Centaurea finazzeri Adamović: Sie kommt in Serbien, Bulgarien, Nordmazedonien und Griechenland vor. - Centaurea floccosa Hook. & Arn. (Syn.: Plectocephalus floccosus (Hook. & Arn.) N.Garcia & Susanna): Sie kommt in Chile vor. - Centaurea flosculosa Willd.: Sie kommt in Frankreich und in der Schweiz vor und kam früher auch in Italien vor. - Centaurea foliosa Boiss. & Kotschy: Sie kommt in der Türkei vor. - Centaurea formanekii Halácsy: Sie kommt in Bulgarien, Nordmazedonien und in Griechenland vor. - Centaurea foucauldiana Maire: Sie kommt in Algerien vor. - Centaurea foveolata Blakelock: Sie kommt im nordöstlichen Irak vor. - Centaurea fragilis Durieu: Sie kommt in Marokko und in Algerien vor. - Centaurea fraylensis Sch.Bip. ex Nyman (Syn.: Rhaponticoides fraylensis (Nyman) M.V.Agab. & Greuter): Dieser Endemit kommt nur im südwestlichen Portugal vor. - Centaurea friderici Vis.: Dieser Endemit kommt nur in Kroatien vor. - Centaurea furfuracea Coss. & Durieu: Sie kommt in Marokko, Algerien, Tunesien, Libyen und in Ägypten vor. - Centaurea fusiformis Blakelock: Sie kommt im nördlichen Irak vor. - Centaurea gabrieliae (Bornm.) Wagenitz: Sie kommt nur vom südwestlichen bis südlichen Iran vor. - Centaurea gabrielis-blancae Fern.Casas: Sie kommt in Spanien vor. - Centaurea gabrieljanae Greuter (Syn.: Chartolepis biebersteinii Jaub. & Spach): Sie kommt von der Türkei bis Transkaukasien vor. - Centaurea gadorensis Blanca: Dieser Endemit kommt nur im südöstlichen Spanien vor. - Centaurea galactochroa Rech. f. (Syn.: Psephellus galactochroa (Rech.f.) Parsa): Sie kommt im nordöstlichen Iran vor. - Centaurea galicicae Micevski: Dieser Endemit kommt nur in Nordmazedonien vor. - Centaurea gallaecica (M.Laínz) Arnelas & Devesa (Syn.: Centaurea janeri subsp. gallaecica M.Laínz): Seit 2012 hat sie den Rang einer Art. Dieser Endemit kommt nur im nordwestlichen Spanien vor. - Centaurea gattefossei Maire: Sie kommt in Marokko vor. - Centaurea geluensis Boiss. & Hausskn. ex Boiss.: Sie kommt im südwestlichen Iran vor. - Centaurea genesii-lopezii Fern.Casas & Susanna: Dieser Endemit kommt nur in der Sierra Tejeda im südlichen Spanien vor. - Centaurea gerberi Steven: Sie kommt im Kaukasusraum vor. - Centaurea gerhardii M.V.Agab.: Sie kommt in Afghanistan vor. - Centaurea ghahremanii Wagenitz & Esfand.: Dieser Endemit kommt nur im südwestlichen Iran vor. - Centaurea giardinae Raimondo & Spadaro: Dieser Endemit kommt nur auf Sizilien vor. - Centaurea gigantea Sch.Bip. ex Boiss.: Sie kommt von der südöstlichen Türkei bis zum nördlichen Irak vor. - Centaurea glaberrima Tausch: Sie kommt in Kroatien, Bosnien und Herzegowina sowie Montenegro vor. - Centaurea glabroauriculata Uysal & Demirelma: Sie kommt in der Türkei vor. - Centaurea glastifolia L.: Es gibt wenige Unterarten: - Centaurea glastifolia subsp. glastifolia: Sie kommt von der Türkei bis zum nordwestlichen Iran vor. - Centaurea glastifolia subsp. intermedia (Boiss.) L.Martins (Syn.: Centaurea chartolepis Greuter, Chartolepis intermedia Boiss.): Sie kommt von Rumänien bis Sibirien und dem nordwestlichen China vor. - Centaurea globurensis Nyár.: Dieser Endemit kommt nur im südwestlichen Rumänien vor. - Centaurea glomerata Vahl: Sie kommt in Tunesien, Libyen und Ägypten vor. - Centaurea gloriosa Radić: Sie kommt nur in Kroatien vor. - Centaurea goksivriensis M.Bona: Die Erstbeschreibung erfolgte 2015. Sie wurde bisher nur in der türkischen Provinz Hatay gefunden. - Centaurea golestanica Akhani & Wagenitz: Sie kommt im Iran vor. - Centaurea gracilenta Velen.: Sie kommt in Bulgarien und Rumänien vor. - Centaurea graeca Griseb.: Sie kommt in Serbien, Albanien, Nordmazedonien und Griechenland vor. - Centaurea graminifolia (Lam.) Muñoz Rodr. & Devesa (Syn.: Centaurea seusana Chaix, Centaurea variegata Lam., Cyanus graminifolius (Lam.) Olavská, Cyanus variegatus Baumg., Jacea graminifolia Lam.): Diese Neukombination erfolgte 2010. Sie kommt in Südeuropa auf der Iberischen Halbinsel, im südlichen Frankreich sowie Italien und im nordwestlichen Afrika vor. - Centaurea granatensis Boiss. ex DC.: Dieser Endemit kommt nur im südöstlichen Spanien vor. - Centaurea grbavacensis (Rohlena) Stoj. & Acht.: Sie kommt in Nordmazedonien und Griechenland vor. - Centaurea greuteri E.Gamal-Eldin & Wagenitz: Sie kommt in Griechenland vor. - Centaurea grisebachii (Nyman) Heldr.: Sie kommt in vier Unterarten in Serbien, Albanien, Nordmazedonien und in Griechenland vor. - Centaurea gubanovii Kamelin: Sie kommt in Afghanistan vor. - Centaurea gudrunensis Boiss. & Hausskn. ex Boiss.: Sie kommt im nordöstlichen Irak vor. - Centaurea gueryi Maire: Sie kommt in Marokko vor. - Centaurea gulissashwilii Dumbadze: Sie kommt in der Türkei, in Armenien und in Georgien vor. - Centaurea gussonei Raimondo & Spadaro (Syn.: Centaurea parlatoris var. tomentosa Guss.): Sie wurde 2007 aus Sizilien erstbeschrieben. - Centaurea gymnocarpa Moris & De Not.: Sie kommt nur in Italien vor. - Centaurea hadacii Wagenitz: Dieser Endemit kommt nur im nordöstlichen Irak vor. - Centaurea haenseleri (Boiss.) Boiss. (Syn.: Centaurea acaulis var. haenseleri Boiss.): Dieser Endemit kommt nur in der Sierra Bermeja im südlichen Spanien vor. - Centaurea hakkariensis Wagenitz: Sie kommt im asiatischen Teil der Türkei vor. - Centaurea halophila Hub.-Mor.: Sie kommt in der Türkei vor. - Centaurea handelii Wagenitz: Sie kommt von der südöstlichen Türkei bis Syrien und zum nördlichen Irak vor. - Centaurea hanrii Jord.: Sie kommt in vier Unterarten in Spanien und in Frankreich vor. - Centaurea haradijanii Wagenitz: Sie kommt in der Türkei vor. - Centaurea haussknechtii Boiss.: Sie kommt in der Türkei vor. - Centaurea haynaldiiformis Prodan: Sie kommt nur in Rumänien vor. - Centaurea heldreichii Halácsy: Sie kommt in Griechenland vor. - Centaurea helenioides Boiss. & Hausskn. ex Boiss.: Sie kommt in der Türkei vor. - Centaurea heratensis Rech. f. & Köie ex Rech. f.: Sie kommt in Afghanistan vor. - Centaurea herbichii Janka - Centaurea hermannii F.Herm.: Sie kommt in der europäischen und in der asiatischen Türkei vor. - Centaurea herminii Rouy: Sie kommt in zwei Unterarten nur in Portugal vor. - Centaurea heterocarpa Boiss. & Gaill. ex Boiss. & Gaill.: Sie kommt nur im Libanon vor. - Centaurea hierapolitana Boiss.: Sie kommt in der Türkei vor. - Centaurea hohenackeri Steven: Dieser Endemit kommt nur im östlichen Transkaukasien vor. - Centaurea hololeuca Boiss.: Sie kommt im Libanon und in Syrien vor. - Centaurea holophylla Soczava & Lipatova (Syn.: Psephellus holophyllus (Soczava & Lipatova) Greuter): Sie kommt im Kaukasusraum vor. - Centaurea homoeoscevos Pau: Sie kommt in Spanien vor. - Centaurea horrida Badarò: Dieser Endemit kommt nur auf Sardinien vor. - Centaurea huljakii J.Wagner: Sie kommt in Griechenland vor. - Centaurea hyalolepis Boiss.: Sie kommt in Marokko und Algerien, in Griechenland und Zypern und von der Türkei bis zum Iran und der Arabischen Halbinsel vor. - Centaurea hyrcanica Bornm.: Sie kommt vom südöstlichen Transkaukasien bis zum Iran vor. - Centaurea hyssopifolia Vahl: Sie kommt nur vom zentralen bis östlichen Spanien vor. - Spanische Flockenblume (Centaurea iberica Trevir. ex Spreng.): Sie ist von Süd- und Osteuropa bis nach Südwestasien und Zentralasien (Kasachstan, Kirgisistan, Tadschikistan, Turkmenistan, Usbekistan, nordwestliches Xinjiang), Russland, Afghanistan, Kaschmir sowie Pakistan weitverbreitet. - Centaurea idaea Boiss. & Heldr.: Dieser Endemit kommt nur auf Kreta vor. - Centaurea iljinii Czerniak. (Syn.: Psephellus iljinii (Czerniak.) Wagenitz): Sie kommt vom nordöstlichen Iran bis Turkmenistan vor. - Centaurea illapelina Phil. - Centaurea ilvensis (Sommier) Arrigoni: Sie kommt in Italien vor. - Centaurea immanuelis-loewii Degen: Sie kommt in Bulgarien und in Griechenland vor. - Centaurea imperialis Hausskn. ex Bornm.: Sie kommt vom nordöstlichen Irak bis zum westlichen und nordwestlichen Iran vor. - Centaurea incompleta Halácsy: Sie kommt in Griechenland vor. - Centaurea incompta Vis.: Sie kommt in Kroatien, Bosnien und Herzegowina sowie Montenegro vor. - Centaurea inermis Velen.: Sie kommt in Bulgarien und im europäischen sowie asiatischen Teil der Türkei vor. - Centaurea inexpectata Wagenitz: Sie kommt in der Türkei vor. - Centaurea infestans Durieu: Sie kommt in Marokko und Algerien vor. - Centaurea integrans (Fiori) Prain: Sie kommt nur in Italien vor. - Centaurea intricata Boiss.: Sie kommt vom Irak und vom südlichen bis südwestlichen Iran vor. - Centaurea involucrata Desf.: Sie kommt in Marokko, Algerien und im südöstlichen Spanien vor. - Centaurea ionica Brullo: Sie kommt in Italien vor. - Centaurea ipecensis Rech. f.: Sie kommt in Serbien und in Montenegro vor. - Centaurea iranshahrii Wagenitz & Esfand.: Dieser Endemit kommt nur vom westsüdwestlichen bis südwestlichen Iran vor. - Centaurea irritans Wagenitz: Sie kommt vom nordöstlichen Irak bis zum westlichen Iran vor. - Centaurea isaurica Hub.-Mor.: Sie kommt in der Türkei vor. - Centaurea ispahanica Boiss.: Sie kommt im Iran vor. - Wiesen-Flockenblume (Centaurea jacea L., Syn.: Centaurea livonica Weinm.): Es gibt zahlreiche Unterarten, die vom nordwestlichen Afrika über Europa bis ins westlichen Sibirien und den Kaukasusraum verbreitet sind. - Centaurea jaennensis Degen & Debeaux: Dieser Endemit kommt nur im südöstlichen Spanien vor. - Centaurea janeri Graells: Von den zwei Unterarten kommt die eine nur im nördlichen und die andere nur im zentralen Spanien vor. - Centaurea jankae D.Brândză Brândză: Sie kommt in Bulgarien und in Rumänien vor. - Centaurea jankana Simonk.: Sie kommt in Serbien und in Rumänien vor. - Centaurea japygica (Lacaita) Brullo: Sie kommt in Italien vor. - Centaurea jeffreyana Mesfin: Dieser Endemit kommt nur in Eritrea vor. - Centaurea johnseniana Kit Tan & Strid: Sie kommt in Griechenland vor. - Centaurea jordaniana Gren. & Godr.: Sie kommt in vier Unterarten in Frankreich vor. - Centaurea josiae Humbert: Sie kommt in Marokko vor. - Centaurea joviniana Sennen & Pau: Sie kommt in Spanien vor. - Centaurea jurineifolia Boiss.: Sie kommt in Bulgarien und Rumänien vor. - Centaurea kachetica (Rehmann ex Boiss.) Gugler (Syn.: Psephellus dealbatus K.Koch): Sie kommt von der nordöstlichen Türkei bis in den Kaukasusraum vor. - Centaurea kalambakensis Freyn & Sint.: Sie kommt in Griechenland vor. - Centaurea kandavanensis Wagenitz: Sie kommt im Iran vor. - Centaurea kanitziana Janka ex D.Brândză: Sie kommt in Bulgarien und in Rumänien vor. - Centaurea kartschiana Scop.: Sie kommt in sechs Unterarten in Italien und Kroatien vor. - Centaurea kavadarensis Micevski: Sie kommt nur in Nordmazedonien vor. - Centaurea kaynakiae Daşkin & Yılmaz: Sie kommt in der Türkei vor. - Centaurea kemulariae Dumbadze (Syn.: Centaurea kubanica Klokov): Sie kommt vom südlichen europäischen Russland bis zum Kaukasusraum vor. - Centaurea kerneriana Janka: Sie kommt nur in Bulgarien vor. - Centaurea kilaea Boiss.: Sie kommt in der europäischen und in der asiatischen Türkei vor. - Centaurea kirmacii Uysal & Armagan: Die Erstbeschreibung erfolgte 2018. Sie wurde bisher nur im türkischen Muğla im südwestlichen Anatolien gefunden. - Centaurea kizildaghensis Uzunh. & al.: Sie kommt in der Türkei vor. - Centaurea kochiana (Holub) Greuter: Sie kommt in der Türkei vor. - Centaurea koeieana Bornm.: Sie kommt vom nordöstlichen Irak bis zum westlichen Iran vor. - Centaurea konkae Klokov: Sie kommt in der Ukraine vor. - Centaurea kopet-daghensis Iljin (Syn.: Psephellus kopet-daghensis (Iljin) Wagenitz): Dieser Endemit kommt nur im Kopet-Dag in Turkmenistan vor. - Centaurea kosaninii Hayek: Sie kommt in Serbien, Albanien und Nordmazedonien vor. - Centaurea kotschyana Heuff.: Sie kommt in Albanien, Serbien, Bosnien und Herzegowina, Montenegro, Griechenland, Bulgarien, Rumänien, Polen und in der Ukraine vor. - Centaurea kotschyi (Boiss. & Heldr.) Hayek: Sie kommt von der Türkei bis zum Iran vor. Mit den Unterarten: - Centaurea kotschyi subsp. floccosa (Boiss.) Greuter (Syn.: Phaeopappus kotschyi var. floccosus Boiss.) - Centaurea kotschyi (Boiss. & Heldr.) Hayek subsp. kotschyi - Centaurea kotschyi subsp. persica (Boiss.) Greuter (Syn.: Centaurea gaubae (Bornm.) Wagenitz) - Centaurea kozjakensis Micevski: Sie kommt nur in Nordmazedonien vor. - Centaurea kultiassovii Iljin (Syn.: Rhaponticoides kultiassovii (Iljin) Negaresh): Sie kommt in Kasachstan vor. - Centaurea kunkelii N.Garcia: Dieser Endemit kommt nur im südöstlichen Spanien vor. - Centaurea kurdica Reichardt: Sie kommt in der Türkei vor. - Centaurea kusanii Radić: Sie kommt in Kroatien vor. - Centaurea lacerata (Hausskn.) Halácsy: Sie kommt in Griechenland vor. - Centaurea lachnopus Rech. f. (Syn.: Rhaponticoides lachnopus (Rech. f.) Negaresh): Sie kommt im östlich-zentralen Iran vor. - Centaurea laconica Boiss.: Sie kommt in zwei Unterarten in Griechenland vor. - Centaurea lactiflora Halácsy: Sie kommt in Griechenland vor. - Centaurea lactucifolia Boiss.: Sie kommt auf Inseln der Ägäis vor. - Centaurea lagascana Graells: Dieser Endemit kommt nur vom nördlichen bis nordwestlichen Spanien vor. - Centaurea lainzii Fern.Casas: Dieser Endemit kommt nur in der Sierra Bermeja im südlichen Spanien vor. - Centaurea lancifolia Sieber ex Spreng.: Dieser Endemit kommt nur auf Kreta vor. - Centaurea langei Nyman: Die etwa sieben Unterarten kommen in Portugal und Spanien vor. - Centaurea lanulata Eig: Sie kommt in Jordanien, Israel und auf der Sinaihalbinsel vor. - Centaurea lasiopoda Popov & Kult. (Syn.: Rhaponticoides lasiopoda (Popov & Kult.) Negaresh): Sie kommt von Zentralasien bis Pakistan vor. - Centaurea laureotica Heldr. ex Halácsy: Sie kommt in Griechenland vor. - Centaurea lavrenkoana Klokov: Sie kommt in der Ukraine und im Kaukasusraum vor. - Centaurea laxa Boiss. & Hausskn. ex Boiss. & Hausskn.: Sie kommt von der südöstlichen Türkei bis Jordanien und dem nordwestlichen Irak vor. - Centaurea legionis-septimae Fern.Casas & Susanna: Dieser Endemit kommt nur im nördlichen bis nordwestlichen Spanien vor. - Centaurea leonidia Kalpoutz. & Constantin.: Sie kommt in Griechenland vor. - Centaurea leptophylla (K.Koch) Tchich.: Sie kommt in der Türkei vor. - Centaurea leucadea Lacaita: Sie kommt nur in Italien vor. - Centaurea leucomalla Bornm.: Sie kommt nur in Nordmazedonien vor. - Centaurea leucomelaena Hayek: Sie kommt nur in Albanien vor. - Centaurea leucophaea Jord.: Sie kommt in sechs Unterarten in Spanien, Italien und in Frankreich vor. - Centaurea limbata Hoffmanns. & Link: Die seit 2008 zwei Unterarten kommen auf der westlichen bis nordwestlichen Iberischen Halbinsel in Portugal und Spanien vor. - Centaurea linifolia L.: Dieser Endemit kommt nur im östlichen Spanien vor. - Centaurea litardierei Jahand. & Maire: Sie kommt in Marokko vor. - Centaurea litigiosa (Fiori) Arrigoni: Sie kommt in Italien vor. - Centaurea litochorea T.Georgiadis & Phitos: Sie kommt in Griechenland vor. - Centaurea longifimbriata Wagenitz: Sie kommt in der Türkei vor. - Centaurea longepedunculata Sch.Bip. ex Boiss.: Sie kommt im nordöstlichen Irak vor. - Centaurea longispina (Post) Wagenitz: Sie kommt in Syrien vor. - Centaurea losana Pau - Centaurea loscosii Willk.: Dieser Endemit kommt nur im nordöstlichen Spanien vor. - Centaurea luristanica Rech. f.: Sie kommt vom nordöstlichen Irak bis zum westlichen Iran vor. - Centaurea luschaniana Heimerl ex Stapf: Sie kommt in der Türkei vor. - Centaurea lusitanica Boiss. & Reut.: Dieser Endemit kommt nur im zentralen bis südlichen Portugal vor. - Centaurea lycaonica Boiss. & Heldr.: Sie kommt in der Türkei vor. - Centaurea lycia Boiss.: Sie kommt in der Türkei vor. - Centaurea lycopifolia Boiss. & Kotschy ex Boiss. & Kotschy: Sie kommt in der Türkei vor. - Centaurea lydia Boiss.: Sie kommt in der Türkei vor. - Centaurea macedonica Boiss.: Sie kommt in Albanien, Griechenland und in der europäischen Türkei vor. - Großköpfige Flockenblume, Riesen-Flockenblume (Centaurea macrocephala Muss.Puschk. ex Willd.) - Centaurea macroptilon Borbás: Sie kommt in Italien, Österreich, Ungarn, Kroatien, Slowenien, Serbien, Bosnien und Herzegowina, Montenegro, Tschechien, Polen, Slowakei, Bulgarien und Rumänien vor. - Centaurea magistrorum Arrigoni & Camarda: Dieser Endemit kommt nur auf Sardinien vor. - Centaurea magocsyana J.Wagner: Sie kommt nur in Rumänien vor. - Centaurea maireana Emb.: Sie kommt in Marokko vor. - Centaurea majorovii Dumbadze: Sie kommt in Belarus, in der Ukraine und im europäischen Teil Russlands vor. - Centaurea malacitana Boiss.: Dieser Endemit kommt nur im südlichen Spanien vor. - Centaurea malinvaldiana Batt.: Sie kommt in Marokko und Algerien vor. - Centaurea mannagettae Podp.: Sie kommt in Serbien und Bulgarien vor. - Centaurea marashica Uzunh. & al.: Sie kommt in der Türkei vor. - Centaurea margaritacea Ten.: Sie kommt in der Ukraine vor. - Centaurea margaritalba Klokov: Sie kommt in der Ukraine vor. - Centaurea mariana Nyman: Dieser Endemit kommt nur im südöstlichen Spanien vor. - Centaurea marmorea Bornm. & Soska: Sie kommt in Nordmazedonien und Griechenland vor. - Centaurea maroccana Ball: Sie kommt in Marokko, Algerien, Libyen und im südöstlichen Spanien vor. - Centaurea mayeri Radić: Sie kommt nur in Kroatien vor. - Centaurea melanocephala Pančić: Sie kommt in Albanien und in Serbien vor. - Centaurea melanosticta (Lange) Franco: Sie kommt in Portugal und in Spanien vor. - Malta-Flockenblume (Centaurea melitensis L.): Sie ist in Makaronesien und im Mittelmeerraum verbreitet. - Centaurea mesopotamica Bornm.: Sie kommt von Syrien und dem Irak bis zum Arabischen Halbinsel vor. - Centaurea messenicolasiana T.Georgiadis, Dimitrellos & Routsi: Sie kommt in Griechenland vor. - Centaurea micevskii Greuter: Sie kommt nur in Nordmazedonien vor. - Centaurea micracantha Dufour: Sie kommt in Spanien vor. - Centaurea micrantha Hoffmanns. & Link: Sie kommt in Portugal und Spanien vor. - Centaurea microcarpa Coss. & Durieu ex Batt. & Trab.: Sie kommt in Algerien und Tunesien vor. - Centaurea microcephala Benth. & Hook. f. (Syn.: Psephellus aucherianus (DC.) Boiss.): Sie kommt in der östlich-zentralen Türkei vor. - Centaurea microcnicus Reese & Sam. ex Rech. f.: Sie kommt in Syrien, im Libanon und im Irak vor. - Centaurea microlonchoides Boiss.: Dieser Endemit kommt nur im südwestlichen bis südlichen Iran vor. - Centaurea microptilon (Godr.) Godr. & Gren.: Sie kommt in Spanien, Frankreich, in Deutschland, Belgien und in den Niederlanden vor. - Centaurea modesti Fed. (Syn.: Rhaponticoides modesti (Fed.) Negaresh): Sie kommt in Zentralasien vor. - Centaurea molesworthiae E.López & al.: Die Erstbeschreibung erfolgte 2012. Sie wurde im südlichen Spanien bisher nur in Cádiz gefunden. - Centaurea mollis Waldst. & Kit (Syn.: Cyanus mollis (Waldst. & Kit.) J.Presl & C.Presl) - Centaurea monodii Arènes: Sie kommt in Mauretanien vor. - Centaurea montana L.: Sie kommt in Bergregionen von Mittel- bis Südeuropa, beispielsweise auf der nördlichen Iberischen Halbinsel vor. - Centaurea monticola Boiss. ex DC.: Sie kommt in Marokko und im südöstlichen Spanien vor. - Centaurea montis-borlae Soldano: Dieser kommt nur in den Apuanischen Alpen in der italienischen Provinz Toskana vor. - Centaurea mouterdei Wagenitz: Sie kommt nur im Libanon vor. - Centaurea movlavia Parsa: Sie kommt im Iran vor. - Centaurea mucurensis Teyber: Sie kommt nur in Kroatien vor. - Centaurea murbeckii Hayek: Dieser Endemit kommt nur in Bosnien und Herzegowina vor. - Centaurea musakii T.Georgiadis: Sie kommt in Griechenland vor. - Centaurea musarum Boiss. & Orph.: Sie kommt in Griechenland vor. - Centaurea musimomum Maire: Sie kommt in Marokko und in Algerien vor. - Centaurea nana Desf.: Sie kommt in Marokko und in Algerien vor. - Centaurea napifolia L.: Sie kommt in Marokko, Algerien, Tunesien, Italien, auf Sardinien, Korsika und Sizilien vor. - Centaurea napulifera Rochel: Sie kommt auf der Balkanhalbinsel vor. - Centaurea neicevii Degen & J.Wagner in Neytcheff: Sie kommt in Bulgarien und in Rumänien vor. - Centaurea nemecii Nábělek: Sie kommt von der südöstlichen Türkei bis zum westlichen Iran vor. - Federige Flockenblume (Centaurea nervosa Willd.): Sie gedeiht in den Alpen, Apenninen, den Karpaten und den Gebirgen der Balkanhalbinsel. - Centaurea nevadensis Boiss. & Reut.: Sie kommt im nordwestlichen Afrika und im zentralen-östlichen bis südöstlichen Spanien vor. - Centaurea nicolai Bald.: Sie kommt in Kroatien, Montenegro, Bosnien und Herzegowina und in Albanien vor. - Centaurea niederi Heldr.: Sie kommt in Griechenland vor. - Centaurea nigerica Hutch.: Sie kommt in Guinea, Nigeria und Kamerun vor. - Schwarze Flockenblume (Centaurea nigra L., Syn.: Centaurea nemoralis Jord.): Die je nach Autor mehreren Unterarten sind in Europa verbreitet. - Schwärzliche Flockenblume (Centaurea nigrescens Willd.): Die je nach Autor mehreren Unterarten sind in Europa verbreitet. - Centaurea nivea (Bornm.) Wagenitz: Sie kommt in der Türkei vor. - Centaurea nobilis (H.Groves) Brullo: Sie kommt in Italien vor. - Centaurea nydeggeri Hub.-Mor.: Sie kommt in der Türkei vor. - Centaurea obtusifolia (Boiss. & Hausskn.) Wagenitz: Sie kommt in der Türkei vor. - Centaurea obtusiloba Batt.: Sie kommt in Algerien vor. - Centaurea occasus Fern.Casas: Dieser Endemit kommt nur im südlichen Portugal in der Algarve vor. - Centaurea ochrocephala Wagenitz: Sie kommt von der Türkei bis zum nordwestlichen Iran vor. - Centaurea odessana Prodan: Sie kommt in Rumänien, in der Ukraine und im Kaukasusraum vor. - Centaurea odyssei Wagenitz: Sie kommt in der Türkei vor. - Centaurea ognjanoffii Urum.: Sie kommt in Serbien und in Bulgarien vor. - Centaurea oltensis Sosn.: Sie kommt in der Türkei und in Nachitschewan vor. - Centaurea olympica (DC.) K.Koch: Sie kommt in der Türkei vor. - Centaurea omphalodes (Benth. & Hook. f.) Coss. & Durieu: Sie kommt in Marokko, Algerien, Tunesien und Libyen vor. - Centaurea onopordifolia Boiss.: Sie kommt in Syrien und im Libanon vor. - Centaurea oranensis Greuter & M.V.Agab.: Sie kommt in Marokko und in Algerien vor. - Centaurea orientalis L.: Sie kommt in Bulgarien, Rumänien, Moldawien, Serbien, im Kaukasusraum, Georgien und in der Ukraine vor. - Centaurea oriolii-bolosii Fern.Casas: Sie kommt in Marokko vor. - Centaurea ornata Willd.: Sie kommt in weiten Teilen der Iberischen Halbinsel in Portugal und Spanien vor. - Centaurea orphanidea Heldr. & Sart. ex Boiss.: Sie kommt in Griechenland vor. - Centaurea oscensis (E.López & Devesa) Raab-Straube & Greuter: Sie kommt in Spanien vor. - Centaurea ossaea Halácsy: Sie kommt in Griechenland vor. - Centaurea ovina Pall. ex Willd.: Sie kommt vom Kaukasusraum bis zum nördlichen Iran vor. - Centaurea oxylepis (Wimm. & Grab.) Hayek: Sie kommt in Polen, in der Tschechoslowakei, in Ungarn und in Rumänien vor. - Centaurea pabotii Wagenitz: Dieser Endemit kommt nur im südwestlichen bis südlichen Iran vor. - Centaurea paczoskii Kotov ex Klokov: Sie kommt in der Ukraine vor. - Centaurea pandataria (Fiori & Bég.) Bég. (Syn.: Centaurea aeolica subsp. pandataria (Fiori & Bég.) Anzal., Centaurea aplolepa subsp. aeolica (Guss. ex Lojac.) Dostál, Centaurea cineraria var. aeolica (Guss. ex Lojac.) Fiori): Dieser Endemit kommt nur im nordwestlichen Teil der italienischen Inseln Ventotene vor. - Centaurea palaestinica Czerep. - Centaurea pallescens Delile: Sie kommt vom östlichen Mittelmeerraum bis zur Arabischen Halbinsel vor. - Centaurea pamphylica Boiss. & Heldr.: Sie kommt in der Türkei vor. - Centaurea pangaea Greuter & Papan.: Sie kommt in Griechenland vor. - Rispige Flockenblume (Centaurea paniculata L.): Es gibt mehrere Unterarten, die in Spanien, Frankreich und Italien vorkommen. - Centaurea pannonica (Heuff.) Hayek - Centaurea panormitana Lojac.: Die fünf Unterarten kommen nur auf Sizilien vor. - Centaurea paphlagonica (Bornm.) Wagenitz: Sie kommt in der Türkei vor. - Centaurea papposa (Coss.) Greuter: Sie kommt in Algerien und Tunesien vor. - Centaurea paradoxa Mozaff. (Syn.: Klasea paradoxa (Mozaff.) Ranjbar & Negaresh): Sie kommt im südwestlichen Iran vor. - Centaurea parilica Stoj. & Stef.: Sie kommt in Bulgarien und Griechenland vor. - Centaurea parlatoris Heldr.: Dieser Endemit kommt nur auf Sizilien vor. - Centaurea parviflora Desf.: Sie kommt in Algerien und Tunesien vor. - Centaurea patula DC.: Sie kommt in der Türkei vor. - Centaurea paui Loscos ex Willk.: Dieser Endemit kommt nur im östlichen Spanien vor. - Centaurea pauneroi Talavera & J.M.Muñoz: Sie kommt in Spanien vor. - Centaurea pawlowskii Phitos & Damboldt: Sie kommt in Griechenland und Nordmazedonien vor. - Centaurea paxorum Phitos & T.Georgiadis: Sie kommt in Griechenland vor. - Kammartige Flockenblume (Centaurea pectinata L.): Von den drei Unterarten kommen zwei im südlichen Frankreich und die andere vom zentralen bis südlichen Frankreich sowie im nordöstlichen Spanien vor. - Centaurea pelia DC.: Sie kommt in Griechenland vor. - Centaurea pentadactyli Brullo, Scelsi & Spamp.: Sie kommt nur in Italien vor. - Centaurea perrottetii DC.: Sie kommt von der westlichen und zentralen Sahara bis Senegal und Kamerun vor. - Centaurea persica Boiss.: Sie kommt von der östlichen Türkei bis zum westlichen Iran vor. - Centaurea pestalotii De Not. ex Ces.: Sie kommt in Italien und Kroatien vor. - Centaurea pestalozzae Boiss.: Sie kommt in der Türkei vor. - Centaurea peucedanifolia Boiss. & Orph.: Sie kommt in Griechenland vor. - Centaurea phaeolepis Coss.: Sie kommt in Algerien vor. - Centaurea phalacrica Brullo, Cambria, Crisafulli, Tavilla & Sciandr.: Die Erstbeschreibung erfolgte 2021. Dieser Endemit gedeiht an der Felsküste nur im nordöstlichen Sizilien. - Centaurea phlomoides Boiss. & Hausskn. ex Boiss. & Hausskn.: Sie kommt nur im westlichen Iran vor. - Phrygische Flockenblume (Centaurea phrygia L.): Es gibt zahlreiche Unterarten, beispielsweise: - Perücken-Flockenblume (Centaurea phrygia subsp. pseudophrygia (C.A.Mey.) Gugler, Syn.: Centaurea pseudophrygia C.A.Meyer) - Schmalschuppige Flockenblume (Centaurea phrygia subsp. stenolepis (A.Kerner) Gugler, Syn.: Centaurea stenolepis A.Kerner) - Centaurea pinae Pau: Sie kommt in Spanien vor. - Centaurea pineticola Iljin: Sie kommt im Kaukasusraum vor. - Centaurea pinetorum Hub.-Mor.: Sie kommt in der Türkei vor. - Centaurea pinnata Pau ex Vicioso: Dieser Endemit kommt im nordöstlichen Spanien vor. - Centaurea poculatoris Greuter: Dieser Endemit kommt nur auf Kreta vor. - Centaurea podospermifolia Loscos & J.Pardo: Dieser Endemit kommt nur im nordöstlichen Spanien vor. - Centaurea poeltiana Puntillo: Sie wurde 1996 erstbeschrieben. Dieser seltene Endemit kommt nur im südlichen Italien nur im südlichen Kalabrien vor. - Centaurea polyacantha Willd.: Sie kommt auf der westlichen bis südwestlichen Iberischen Halbinsel in Spanien sowie Portugal vor. - Centaurea polyclada DC.: Sie kommt in der Türkei und auf Inseln der Ägäis vor. - Centaurea polymorpha Lag.: Sie kommt in Spanien vor. - Centaurea polyphylla Ledeb. ex Nordm.: Sie kommt in Georgien und im Kaukasusraum vor. - Centaurea polypodiifolia Boiss. (Syn.: Centaurea behen DC. non L., Centaurea euphratica Boiss., Centaurea polypodiifolia var. pseudobehen (Boiss.) Wagenitz, Centaurea polypodiifolia var. szovitsiana (Boiss.) Wagenitz, Centaurea pseudobehen Boiss., Centaurea szovitsiana Boiss.): Sie kommt von der Türkei über Transkaukasien und den Irak bis zum südwestlichen Iran vor. - Centaurea pomeliana Batt.: Es gibt zwei Unterarten: - Centaurea pomeliana Batt. subsp. pomeliana: Sie kommt in Marokko, Algerien und in Spanien nur südöstliche von Valencia vor. - Centaurea pomeliana subsp. rouxiana (Maire) Breitw. & Podlech: Sie kommt in Marokko und Algerien vor. - Centaurea pontica Prodan & Nyár.: Sie kommt nur in Rumänien vor. - Centaurea postii Boiss.: Sie kommt in Syrien, im Libanon, in Jordanien und auf der Sinaihalbinsel vor. - Centaurea praecox Oliv. & Hiern: Sie ist im tropischen Afrika verbreitet. - Centaurea prespana Rech. f.: Sie kommt in Albanien und in Griechenland vor. - Centaurea princeps Boiss. & Heldr.: Sie kommt in Griechenland vor. - Centaurea procurrens Sieber ex Spreng.: Sie kommt in Syrien, im Libanon, in Jordanien, Israel und auf der Sinaihalbinsel vor. - Centaurea prolongoi Pau: Dieser Endemit kommt nur im südlichen Spanien vor. - Centaurea protogerberi Klokov: Sie kommt in der Ukraine und im Kaukasusraum vor. - Centaurea protomargaritacea Klokov: Sie kommt in der Ukraine vor. - Centaurea pseudobovina Hayek ex Stoj. & Stef. - Centaurea pseudocadmea Wagenitz: Sie kommt in Griechenland vor. - Centaurea pseudokotschyi Wagenitz: Sie kommt in der Türkei vor. - Centaurea pseudoleucolepis Kleopow: Sie kommt in der Ukraine vor. - Centaurea pseudomaculosa Dobrocz. - Centaurea pseudoreflexa Hayek: Sie kommt in der Türkei vor. - Centaurea pseudoscabiosa Boiss. & Buhse - Centaurea pseudosinaica Czerep. - Centaurea pseudreflexa Hayek - Centaurea psilacantha Boiss. & Heldr.: Sie kommt in Griechenland vor. - Centaurea ptarmicifolia Hayek: Sie kommt in Griechenland vor. - Centaurea pterocaula Trautv. (Syn.: Centaurea lyrata Soland.) - Centaurea ptosimopappa Hayek: Sie kommt in Syrien und in der Türkei vor. - Centaurea ptosimopappoides Wagenitz: Sie kommt in der Türkei vor. - Centaurea pubescens Willd. Es gibt einige Unterarten: - Centaurea pubescens subsp. amourensis (Pomel) Batt. (Syn.: Centaurea amourensis Pomel): Sie kommt in Marokko und Algerien vor. - Centaurea pubescens subsp. omphalotricha (Coss. & Durieu ex Batt. & Trab.) Batt. & Trab. (Syn.: Centaurea omphalotricha Coss. & Durieu ex Batt. & Trab.): Sie kommt in Algerien und Tunesien vor. - Centaurea pubescens Willd. subsp. pubescens: Sie kommt in Spanien, Marokko, Algerien und Tunesien vor. - Centaurea pubescens subsp. saharae (Pomel) Dobignard: Sie kommt in Marokko und Algerien vor. - Centaurea pugioniformis Nyár. - Centaurea pulchella Ledeb.: Sie ist in der Mongolei, im nördlichen Xinjiang, Afghanistan, Kasachstan, Kirgisistan, Tadschikistan, Turkmenistan, Usbekistan und in Südwestasien verbreitet.: Sie ist von Süd- und Osteuropa bis nach Südwestasien und Zentralasien (Kasachstan, Kirgisistan, Tadschikistan, Turkmenistan, Usbekistan, nordwestliches Xinjiang), Russland, Afghanistan, Kaschmir sowie Pakistan weitverbreitet. - Bräunliche Flockenblume (Centaurea pullata L.): Die etwa zwei Unterarten kommen in Marokko, Algerien, Tunesien, Portugal, Spanien, Gibraltar und Frankreich vor. - Centaurea pulvinata (Blanca) Blanca: Dieser Endemit kommt nur im südöstlichen Spanien vor. - Centaurea pungens Pomel: Beispielsweise mit den Unterarten: - Centaurea pungens subsp. austromaroccana Förther & Podlech (Syn.: Centaurea austromaroccana (Förther & Podlech) Gómiz): Sie kommt in Marokko und in Mauretanien vor. - Centaurea pusilla Thuill. ex Pers. - Centaurea radichii Plazibat: Dieser Endemit kommt nur in Kroatien vor. - Ragusa-Flockenblume (Centaurea ragusina L.): Dieser Endemit kommt nur in Kroatien vor. - Rettichartige Flockenblume (Centaurea raphanina Sm.): Sie kommt in Griechenland und auf Inseln der Ägäis mit Kreta vor. Mit mehreren Unterarten, darunter: - Centaurea raphanina Sm. subsp. raphanina, die nur auf Kreta und Karpathos vorkommt. - Centaurea rechingeri Phitos: Sie kommt in Griechenland und auf Inseln der Ägäis vor. - Centaurea redempta Heldr.: Sie kommt in zwei Unterarten in Griechenland und auf Kreta vor. - Centaurea reducta Wagenitz: Sie kommt nur in Syrien vor. - Centaurea reflexa Lam. - Centaurea regia Boiss. - Centaurea reichenbachii DC.: Sie kommt in Serbien, Bulgarien und Rumänien vor. - Centaurea resupinata Coss.: Sie kommt in zehn Unterarten in Marokko, Algerien, Tunesien und östlichen bis südöstlichen Spanien vor. - Centaurea rhaetica Moritzi: Sie kommt in der Schweiz und in Italien vor. - Centaurea rhizantha C.A.Mey. - Centaurea rhizanthoides Tzvelev: Sie kommt in der Türkei, in Armenien und Georgien vor. - Centaurea rhizocalathium (K.Koch) Tchich.: Sie kommt in der Türkei und in Armenien vor. - Centaurea rigida Banks & Sol. - Centaurea ropalon Pomel: Sie kommt in Algerien und Tunesien vor. - Centaurea rothmaleriana (Arènes) Dostál: Sie kommt nur in Portugal vor. - Centaurea rouyi Coincy: Dieser Endemit kommt im südlichen Spanien vor. - Centaurea rufidula Bornm.: Sie kommt nur in Nordmazedonien vor. - Centaurea rumelica Boiss.: Sie kommt in Nordmazedonien, Bulgarien und Rumänien vor. - Centaurea rupestris L.: Sie kommt in Italien, Slowenien, Kroatien, Bosnien-Herzegowina und Montenegro vor. - Centaurea rutifolia Sm.: Sie kommt in Bulgarien und Griechenland vor. - Centaurea saccensis Raimondo & al.: Dieser Endemit kommt nur auf Sizilien vor. - Centaurea sagredoi Blanca: Dieser Endemit kommt nur im südlichsten Teil der Sierra de los Filabres im südöstlichen Spanien vor. - Centaurea sakarensis Bancheva & Raimondo: Sie kommt in Bulgarien vor. - Centaurea salicifolia M.Bieb. - Centaurea saligna (K.Koch) Wagenitz: Sie kommt in der Türkei vor. - Split-Flockenblume (Centaurea salonitana Vis.) - Centaurea samothracica Strid & Kit Tan: Sie kommt in Griechenland vor. - Centaurea sarandinakiae N.B.Illar.: Sie kommt in der Ukraine und im Kaukasusraum vor. - Centaurea sarfattiana Brullo, Gangale & Uzunov: Sie kommt in Italien vor. - Centaurea savranica Klokov - Centaurea saxicola Lag. Es gibt etwa zwei Unterarten: - Centaurea saxicola subsp. jimenezii Molero (Syn.: Centaurea jimenezii (Molero) Sánchez-Gómez, M.A.Carrión & A.Hern.): Sie kommt in Spanien vor. - Centaurea saxicola subsp. saxicola: Dieser Endemit kommt im südöstlichen Spanien vor. - Centaurea saxifraga Coincy: Dieser Endemit kommt nur im südöstlichen Spanien vor. - Skabiosen-Flockenblume (Centaurea scabiosa L.): Die je nach Autor mehreren Unterarten sind von Europa über Zentralasien bis Sibirien weitverbreitet. - Centaurea scannensis Anzal. & al.: Sie wurde 2005 aus Italien erstbeschrieben. - Centaurea schimperi DC. - Centaurea schousboei Lange: Sie kommt in Portugal und Spanien vor. - Centaurea scillae Brullo: Sie kommt in Italien vor. - Centaurea sclerolepis Boiss.: Sie kommt in der Türkei vor. - Centaurea scoparia Sieber ex Spreng. - Centaurea scopulorum Boiss. & Heldr.: Sie kommt in der Türkei vor. - Centaurea scripczinskyi Mikheev: Sie kommt im Kaukasusraum vor. - Centaurea segariensis Figuerola & al.: Sie kommt in Spanien vor. - Centaurea semijusta Juz.: Sie kommt in der Ukraine vor. - Centaurea senegalensis DC.: Sie gedeiht in der Sahara und Sahelzone. - Centaurea sericea Wagenitz: Sie kommt in der Türkei vor. - Centaurea seridis L.: Die etwa vier Unterarten sind in Marokko, Algerien, Tunesien, Spanien, auf den Balearen, in Gibraltar, Frankreich, Italien, auf Sizilien, in Albanien und Griechenland vor. Auf Madeira ist sie ein Neophyt. - Centaurea schousboei Lange: Dieser Endemit kommt nur im südwestlichen Spanien vor. - Centaurea shouilea Parsa - Centaurea sicana Raimondo & Spadaro: Dieser Endemit kommt nur auf Sizilien vor. - Centaurea sicula L.: Sie kommt im westlichen Mittelmeerraum in Marokko, Algerien, Tunesien, Spanien, Italien, Sizilien, Sardinien und Malta vor. - Centaurea sieheana Wagenitz: Sie kommt in der Türkei vor. - Centaurea simonkaiana Hayek - Centaurea simulans Wagenitz: Sie kommt in Syrien vor. - Centaurea sinaica DC. (Syn.: Centaurea arabica Velen.) - Centaurea sintenisiana Gand. - Centaurea sipylea Wagenitz: Sie kommt in der Türkei vor. - Centaurea sirdjanica Parsa - Centaurea sivasica Wagenitz: Sie kommt in der Türkei vor. - Centaurea skopjensis Micevski: Sie kommt nur in Nordmazedonien vor. - Sonnenwend-Flockenblume (Centaurea solstitialis L., Syn.: Centaurea cyanifolia Poir.): Es gibt mehrere Unterarten, die von Europa über die Arabische Halbinsel bis Zentralasien und de Iran verbreitet sind. - Centaurea sophiae Klokov: Sie kommt im Kaukasusraum vor. - Centaurea soskae Hayek ex Košanin: Sie kommt in Albanien und in Nordmazedonien vor. - Centaurea speciosa Boiss.: Sie kommt in Syrien, im Libanon und in Israel vor. - Centaurea spectabilis (Fisch. & C.A.Mey.) Sch.Bip. - Kugelkopf-Flockenblume (Centaurea sphaerocephala L.): Die etwa vier Unterarten sind im Mittelmeerraum verbreitet. - Centaurea spicata Boiss.: Sie kommt in der Türkei und in Syrien vor. - Centaurea spinosa L. - Centaurea spinosociliata Seenus: Dieser Endemit kommt nur in Kroatien vor. - Glänzende Flockenblume (Centaurea splendens L.) - Centaurea spruneri Boiss. & Heldr.: Sie kommt mit mehreren Unterarten in Albanien, Griechenland und Kreta vor, darunter: - Centaurea spruneri subsp. guicciardii (Boiss.) Hayek - Centaurea stapfiana (Hand.-Mazz.) Wagenitz: Sie kommt in der Türkei vor. - Centaurea stellata Bellardi ex Colla - Centaurea stereophylla Besser: Sie kommt in Serbien, Bulgarien, Rumänien, Griechenland, Moldawien und in der Ukraine vor. - Centaurea sterilis Steven: Sie kommt in der Ukraine vor. - Centaurea steveniana Klokov: Sie kommt in der Ukraine vor. - Centaurea stevenii M.Bieb.: Sie kommt in der Türkei, in Armenien und Georgien vor. - Rispen-Flockenblume (Centaurea stoebe Tausch, Syn.: Centaurea maculosa Lam). Mit den Unterarten: - Centaurea stoebe subsp. australis (Pancic ex A.Kern.) Greuter (Syn.: Centaurea biebersteinii DC.): Sie kommt von Europa bis zum westlichen Sibirien und zum Kaukasus vor. - Centaurea stoebe subsp. serbica (Prodan) Ochsmann: Sie kommt auf der Balkanhalbinsel vor. - Centaurea stoebe subsp. stoebe: Sie kommt in Europa vor. - Centaurea stuessyi Arnelas & al.: Sie wurde 2013 erstbeschrieben. Bisher wurde sie nur im nordöstlichen Spanien gefunden. - Centaurea subciliaris Boiss. & Heldr. ex Boiss. & Heldr.: Sie kommt in Bulgarien und Griechenland vor. - Centaurea subjacea (Beck) Hayek - Centaurea susannae Invernón & Devesa: Sie wurde 2012 erstbeschrieben. Bisher wurde sie nur vom westlichen bis südwestlichen Portugal gefunden. - Centaurea subsericans Halácsy: Sie kommt in Griechenland vor. - Gargano-Flockenblume (Centaurea subtilis Bertol.): Sie kommt nur in Italien vor. - Sizilianische Stern-Flockenblume (Centaurea sulphurea Willd.): Sie ist von Spanien über Marokko, Algerien bis Libyen verbreitet. - Centaurea susannae Invernón & Devesa: Sie kommt nur in Portugal vor. - Centaurea tadshicorum Tzvelev: Sie kommt in Afghanistan und Tadschikistan vor. - Centaurea takhtajanii Gabrieljan & Tonjan: Sie kommt nur in Armenien vor. - Centaurea takredensis Coss. ex Maire: Sie kommt in Marokko vor. - Centaurea taliewii Kleopow (Syn.: Rhaponticoides taliewii (Kleopow) M.V.Agab. & Greuter): Sie kommt von der Ukraine bis Kasachstan vor. - Centaurea tamanianiae M.V.Agab. (Syn.: Rhaponticoides tamanianae (M.V.Agab.) M.V.Agab. & Greuter): Sie kommt im südlichen Transkaukasien vor. - Centaurea tardiflora Wagenitz: Sie kommt in der Türkei vor. - Centaurea tauromenitana Guss.: Dieser Endemit kommt nur auf Sizilien vor. - Centaurea tauscheri A.Kern.: Sie kommt in Ungarn, Serbien und Rumänien vor. - Centaurea tenacissima (H.Groves) Brullo: Sie kommt nur in Italien vor. - Centaurea tenoreana Willk.: Sie kommt nur in Italien vor. - Centaurea tenorei Guss. ex Lacaita: Sie kommt nur in Italien vor. - Centaurea thasia Hayek: Sie kommt in Griechenland vor. - Centaurea theryi Emb. & Maire: Sie kommt in Marokko vor. - Centaurea thessala Hausskn.: Die zwei Unterarten kommen nur in Griechenland vor. - Centaurea thirkei Sch.Bip. (Syn.: Centaurea napulifera subsp. thirkei (Sch.Bip.) Dostál, Cyanus thirkei (Sch.Bip.) Holub): Sie kommt in Bulgarien, Rumänien, Moldawien und in der Türkei vor. - Centaurea thracica (Janka) Janka ex Gugler (Syn.: Centaurea monacantha Boiss.): Sie kommt in Bulgarien, Griechenland, Rumänien und in der europäischen und in der asiatischen Türkei vor. - Centaurea thuillieri (Dostál) J.Duvign. & Lambinon: Sie kommt in Westeuropa und in Italien vor. - Centaurea toletana Boiss. & Reut.: Sie kommt nur im zentralen bis östlichen Spanien vor. - Centaurea tomentella Hand.-Mazz.: Sie kommt in der Türkei vor. - Centaurea tommasinii A.Kern.: Sie kommt nur in Italien vor. - Centaurea tomorosii Micevski: Sie kommt nur in Nordmazedonien vor. - Centaurea torreana Ten.: Sie kommt nur in Italien vor. - Centaurea tossiensis Freyn & Sint. ex Freyn: Sie kommt in der Türkei vor. - Centaurea tougourensis Boiss. & Reut.: Sie kommt in Algerien vor. - Centaurea trachonitica Post: Sie kommt nur in Syrien vor. - Centaurea transcaucasica Sosn. ex Grossh.: Sie kommt in Aserbaidschan, in Armenien, Georgien und im Kaukasusraum vor. - Centaurea treskana Micevski: Sie kommt nur in Nordmazedonien vor. - Centaurea triamularia Aldén: Sie kommt in Griechenland vor. - Centaurea trichocephala M.Bieb. ex Willd.: Sie kommt von Rumänien bis zum nordwestlichen Iran und dem südwestlichen Sibirien vor. - Centaurea trinervia Steven ex Willd. (Syn.: Psephellus trinervius (Stephan ex Willd.) Wagenitz): Sie kommt von Rumänien bis zum Kaukasusraum vor. - Centaurea triniifolia Heuff.: Sie kommt in Serbien, Nordmazedonien und Rumänien vor. - Centaurea tuntasia Heldr. ex Halácsy: Sie kommt in Griechenland vor. - Centaurea turgaica Klokov (Syn.: Psephellus turgaicus (Klokov) A.L.Ebel): Sie kommt im westlichen Sibirien vor. - Centaurea turkestanica Franch.: Sie kommt von Afghanistan bis Zentralasien vor. - Centaurea tuzgoluensis Aytaç & H.Duman: Sie kommt in der Türkei vor. - Centaurea tymphaea Hausskn.: Sie kommt in zwei Unterarten in Bulgarien, Nordmazedonien und Griechenland vor. - Centaurea ulrichiorum Wagenitz, F.H.Hellw. & Parolly: Sie kommt in der Türkei vor. - Centaurea ultreiae Silva Pando: Dieser Endemit kommt nur in La Coruña im nordwestlichen Spanien vor. - Einköpfige Flockenblume (Centaurea uniflora Turra): Sie kommt in Italien und in Frankreich vor. - Centaurea urgellensis Sennen: Sie kommt in Spanien und Frankreich vor. - Centaurea urvillei DC.: Sie kommt von den Inseln der östlichen Ägäis über die Türkei bis zum nördliche sowie nordwestlichen Iran vor. - Centaurea ustulata DC.: Sie kommt im Iran vor. - Centaurea uysalii Şirin & Çeçen: Die Erstbeschreibung erfolgte 2019. Sie wurde bisher nur am Typusstandort in der türkischen Provinz Karaman gefunden und gilt als CR = „Critically Endangered“ = „vom Aussterben bedroht“. - Walliser Flockenblume (Centaurea valesiaca (DC.) Jord.): Sie kommt in Frankreich, in der Schweiz und in Italien vor. - Centaurea vandasii Velen.: Sie kommt in Bulgarien vor. - Centaurea vanensis Wagenitz: Sie kommt von der östlichen Türkei bis zum nordwestlichen Iran vor. - Centaurea vankovii Klokov: Dieser Endemit kommt nur auf der Krim vor. - Centaurea varnensis Velen.: Sie kommt in Bulgarien, Rumänien und in der Slowakei vor. - Centaurea vatevii Degen, Urumov & Wagn.: Sie kommt in Bulgarien vor. - Centaurea vavilovii Takht. & Gabrieljan: Sie kommt nur in Armenien vor. - Centaurea veneris (Sommier) Bég.: Sie kommt nur in Italien vor. - Centaurea vermia Rech. f.: Sie kommt in Griechenland vor. - Centaurea vermiculigera Hub.-Mor.: Sie kommt in der Türkei vor. - Centaurea verutum L.: Sie kommt im Libanon, in Syrien, Jordanien und Israel vor. - Centaurea virgata Lam.: Sie kommt in der nordwestlichen und in der zentralen Türkei vor. - Centaurea visianii Radić: Dieser Endemit kommt nur in Kroatien vor. - Centaurea vlachorum Hartvig: Sie kommt in Albanien und Griechenland vor. - Centaurea wagenitzii Hub.-Mor.: Sie kommt in der Türkei vor. - Centaurea wallichiana Less.: Dieser Endemit kommt nur in Nepal vor. - Centaurea wendelboi Wagenitz: Sie kommt im südlichen Iran und in Oman vor. - Centaurea werneri Wagenitz & al.: Sie kommt in der Türkei vor. - Centaurea wettsteinii Degen & Dörfl. (Syn.: Centaurea halacsyi Dörfl.): Sie kommt in Griechenland vor. - Centaurea wiedemanniana Fisch. & C.A.Mey.: Sie kommt in der Türkei vor. - Centaurea willkommii Sch.Bip. (Syn.: Centaurea boissieri subsp. willkommii (Sch.Bip.) Dostál): Sie kommt im südöstlichen Spanien vor. - Centaurea woronowii Bornm. ex Petr.: Sie ist von Südwestasien bis zum westlichen Transkaukasien verbreitet. - Centaurea xanthocephalus (Fisch. & C.A.Mey. ex Boiss.) Benth. & Hook. f. (Syn.: Psephellus xanthocephalus Fisch. & C.A.Mey. ex Boiss.): Sie kommt von der östlichen und nordöstlichen Türkei bis zum westlichen und nordwestlichen Iran vor. - Centaurea xaveri N.Garcia & Susanna: Sie kommt in Marokko vor. - Centaurea xerolepida Pau: Sie kommt in Spanien vor. - Centaurea xylobasis Rech. f.: Dieser Endemit kommt in der Ägäis nur auf der Insel Samos vor. - Centaurea yaltirikii Aksoy & al.: Sie kommt in der Türkei vor. - Centaurea yemensis Wagenitz: Dieser Endemit kommt im westlichen Jemen vor. - Centaurea yozgatensis Wagenitz: Sie kommt in der Türkei vor. - Centaurea zeybekii Wagenitz: Sie kommt in der Türkei vor. - Centaurea zlatarskyana Urum. & J.Wagner: Sie kommt in Bulgarien vor. - Centaurea zuccariniana DC.: Sie kommt in Albanien und Griechenland vor. In der Gattung Centaurea gibt es viele Naturhybriden, sie sind nicht besonders gut untersucht: - Centaurea ×austriacoides Wol.: Sie kommt im Gebiet der früheren Tschechoslowakei vor. - Centaurea ×beckiana Müllner - Centaurea ×castellano-manchensis Mateo & M.B.Crespo - Centaurea ×ceballosii Fern.Casas = Centaurea scabiosa Sadler × Centaurea toletana Boiss. & Reut.: Zwei Unterarten kommen in Spanien vor: - Centaurea ×ceballosii nothosubsp. andresiana (Fern.Casas & Susanna) A.Segura, Mateo & J.Benito (Syn.: Centaurea ×andresiana Fern.Casas & Susanna) - Centaurea ×doumerguei Faure & Maire - Centaurea ×esguevana Fern.Alonso & Fern.Casas = Centaurea vinyalsii Sennen subsp. approximata (Rouy) Dostál × Centaurea castellana Boiss.: Sie kommt in Spanien vor. - Centaurea ×grabowskiana J.Wagner - Centaurea ×grosii Font Quer: Sie kommt in Spanien vor. - Centaurea ×guarensis J.M.Monts. - Centaurea ×hemiptera Borbás - Centaurea ×hurtadoi Blanca - Centaurea ×mairei Faure: Sie kommt in Marokko vor. - Centaurea ×maritima Dufour (Syn.: Centaurea ×albuferae M.Costa, Centaurea ×auricularis Pau, Centaurea seridis subsp. maritima (Dufour) Dostál, Centaurea ×subdecurrens Pau, Centaurea ×valentina Rouy): Sie kommt nur vom östlichen bis zum südöstlichen Spanien vor. - Centaurea ×mutabilis St.-Amans: Sie kommt in Frankreich vor. - Centaurea ×nouelii Franch. ex H.J.Coste: Sie kommt in Frankreich vor. - Centaurea ×numantina A.Segura - Centaurea ×petri-montserratii A.Segura - Centaurea ×pratensis Thuill. - Centaurea ×renati N.Garcia & Susanna - Centaurea ×sanctae-barbarae Mateo & M.B.Crespo - Centaurea ×santamariae FontQuer ex N.Garcia & Susanna - Centaurea ×segimonensis Fern.Casas = Centaurea granatensis Boiss. ex DC. × Centaurea gabrielis-blancae Fern.Casas - Centaurea ×subdiffusa Prodan - Centaurea ×tatayana Fern.Casas & Susanna = Centaurea toletana Boiss. & Reut. var. toletana × Centaurea ornata Willd. - Centaurea ×ternilli Mateo & M.B.Crespo - Centaurea ×valdesii-bermejoi Fern.Casas & Susanna = Centaurea nigra? × Centaurea borjae Valdés Berm. & Rivas Goday - Centaurea ×zubiae Pau |

| - Centaurea africana Lam. → Rhaponticoides africana (Lam.) M.V.Agab. & Greuter - Centaurea alaica Iljin → Rhaponticoides alaica (Iljin) Negaresh - Centaurea alpina L. → Rhaponticoides alpina (L.) M.V.Agab. & Greuter - Centaurea amasiensis Bornm. → Rhaponticoides amasiensis (Bornm.) M.V.Agab. & Greuter - Centaurea amplifolia Boiss. & Heldr. → Rhaponticoides amplifolia (Boiss. & Heldr.) M.V.Agab. & Greuter - Centaurea androssovii Iljin → Rhaponticoides androssovii (Iljin) Negaresh - Centaurea baldaccii Degen ex Bald. → Cyanus baldaccii (Bald.) Holub - Zierliche Silber-Flockenblume (Syn.: Centaurea bella Trautv.) → Psephellus bellus (Trautv.) Wagenitz - Centaurea bornmuelleri Hausskn. → Psephellus bornmuelleri (Hausskn. ex Bornm.) Wagenitz - Centaurea cachinalensis Phil. → Plectocephalus cachinalensis (Phil.) N.Garcia & Susanna - Centaurea calva Ledeb. ex DC. → Phalacrachena calva (Ledeb. ex DC.) Iljin - Centaurea centaurium L. → Rhaponticoides centaurium (L.) M.V.Agab. & Greuter - Centaurea chilensis Bertero ex Hook. & Arn. → Plectocephalus chilensis (Bertero ex Hook. & Arn.) G.Don - Centaurea circassica (Albov) Sosn. → Psephellus circassicus (Albov) Galushko - Centaurea congesta Wagenitz → Psephellus congestus (Wagenitz) Wagenitz - Centaurea crocodylium L. → Crocodilium crocodylium (L.) Hill - Zweifarbige Flockenblume (Syn.: Centaurea dealbata Willd.) → Psephellus dealbatus (Willd.) K.Koch - Centaurea depressa M.Bieb. → Cyanus depressus (M.Bieb.) Soják - Centaurea dschungarica C.Shih → Rhaponticoides dschungarica (C.Shih) L.Martins - Centaurea dubia S.G.Gmel. ex Steud. → Xeranthemum annuum L. - Centaurea elbrusensis Boiss. & Buhse → Cyanus elbrusensis (Boiss. & Buhse) Wagenitz & Greuter - Centaurea elata Poir. → Rhaponticoides africana (Lam.) M.V.Agab. & Greuter - Centaurea gilanica Bornm. → Psephellus gilanicus (Bornm.) Wagenitz - Centaurea gontscharovii Iljin → Rhaponticoides gontscharovii (Iljin) Negaresh - Centaurea hajastana Tzvelev → Rhaponticoides hajastana (Tzvelev) M.V.Agab. & Greuter - Grünweiße Flockenblume (Syn.: Centaurea hypoleuca DC.) → Psephellus hypoleucus (DC.) Boiss. - Centaurea iconiensis Hub.-Mor. → Rhaponticoides iconiensis (Hub.-Mor.) M.V.Agab. & Greuter - Centaurea khuzistanica Mozaff. → Klasea khuzistanica (Mozaff.) Mozaff. - Centaurea linaresii Lázaro Ibiza → Rhaponticoides linaresii (Lázaro Ibiza) M.V.Agab. & Greuter - Centaurea montana L. → Berg-Flockenblume (Cyanus montanus (L.) Hill) - Centaurea mykalea Hub.-Mor. → Rhaponticoides mykalea (Hub.-Mor.) M.V.Agab. & Greuter - Centaurea nitens M.Bieb. ex Willd. → Callicephalus nitens (M.Bieb. ex Willd.) C.A.Mey. - Centaurea odorata Burm. f. → Amberboa amberboi (L.) Tzvelev - Centaurea pellucida Rech. f. → Rhaponticum nanum subsp. pellucidum (Rech. f.) Dittrich) - Centaurea phyllopoda Iljin → Rhaponticoides phyllopoda (Iljin) Negaresh - Centaurea pindicola (Griseb.) Griseb. ex Boiss. → Cyanus pindicola (Griseb.) Soják - Silber-Flockenblume (Syn.: Centaurea pulcherrima Willd.) → Psephellus pulcherrimus (Willd.) Wagenitz - Zwerg-Flockenblume (Centaurea pumilio L., Syn.: Aegialophila pumilio (L.) Boiss., Centaurea mucronata Forssk.) → Crocodylium pumilio (L.) N.García & Susanna - Centaurea razdorskyi Karjagin ex Sosn. → Rhaponticoides razdorskyi (Karjagin ex Sosn.) M.V.Agab. & Greuter - Centaurea schmidii Wagenitz → Rhaponticoides schmidii (Wagenitz) Negaresh - Centaurea sergii Klokov → Psephellus sergii (Klokov) A.L.Ebel - Centaurea stramenticia Hand.-Mazz. → Stizolophus balsamitoides (Post) Soják - Centaurea tenuiflora Fisch. → Mantisalca salmantica (L.) Briq. & Cavill. - Filz-Flockenblume (Syn.: Centaurea triumfettii All.) → Cyanus triumfettii (All.) Á.Löve & D.Löve - Centaurea tweediei Hook. & Arn. → Plectocephalus tweediei (Hook. & Arn.) N.Garcia & Susanna - Centaurea verbascifolia Vahl → Centaurothamnus maximus (Forssk.) Wagenitz & Dittrich - Centaurea xeranthemoides Rech. f. → Psephellus xeranthemoides (Rech. f.) Wagenitz |

## Weiterführende Literatur
- E. Şirin, M. Bozkurt, T. Uysal, K. Ertuğrul: Karyomorphological features of Turkish Centaurea (Subgenus Cyanus/Asteraceae) species and its taxonomic importance. In: Turkish Journal of Botany. Band 43, Nr. 4, 2019, S. 38–550. doi:10.3906/bot-1811-28
- K. Nagaresh, M.R. Rahiminejad: A revision of Centaurea sect. Cynaroides (Asteraceae, Cardueae-Centaureinae). In: Phytotaxa. Band 363, 2018, S. 1–131.
- Z. Kaya, R. Ateş, K. Negaresh, H. B. Özel: A new species of Cyanus (Asteraceae) from Turkey and its natural growing conditions. In: Fresenius Environmental Bulletin. Band 27, Nr. 4, 2018, S. 2585–2589.
- Z. Kaya, H. B. Özel: A new species of Cyanus (Asteraceae) from Turkey and its growing environment conditions. In: Fresenius Environmental Bulletin. Band 26, Nr. 12, 2017, S. 7529–7533.
- L. Behçet, A. Ahmet Ilçim, Y. Yapar: Centaurea bingoelensis (Asteraceae), a new species from Turkey. In: Turkish Journal of Botany. Band 41, 2017, S. 180–188. doi:10.3906/bot-1512-14
- T. Uysal, E. Hamzaoğlu: A new Centaurea L. (Asteraceae) species from Turkey. In: Plant Biosystems. Band 151, 2017, S. 813–821. doi:10.1080/11263504.2016.1211196
- T. Uysal, M. Bozkurt, O. Tugay, K. Ertuğrul, E. N. Şimşek Sezer u. a.: Karyomorphology of Turkish species in Centaurea sections Centaurea and Phalolepis (Asteraceae) and implications for taxonomy. In: Plant Biosystems. Band 151, 2017, S. 949–964. doi:10.1080/11263504.2016.1218967
- T. Uysal, H. Dural, O. Tugay: Centaurea sakariyaensis (Asteraceae), a new species from Turkey. In: Plant Biosystems. Band 151, 2017, S. 126–130. doi:10.1080/11263504.2015.1108940
- E. Şirin, K. Ertuğrul, T. Uysal: Achene micromorphology of the genus Cyanus Mill. (Compositae) in Turkey and its taxonomic importance. In: Phytotaxa. Band 313, Nr. 1, 2017, S. 77–90. doi:10.11646/phytotaxa.313.1.5
- Hüseyin Aksoy, Ahmet A. Berber, Sezgin Çelik, Birol Başer, Faik A. Karavelioğullari: Karyological study on 12 Centaurea (Asteraceae) species from Turkey. In: Caryologia. Band 69, Nr. 4, 2016, S. 285–294. doi:10.1080/00087114.2016.1188357
- Ş. Kültür, M. Bona, E. Ö. Nath: A new species of Centaurea (Asteraceae) from East Anatolia, Turkey. In: Phytotaxa. Band 247, 2016, S. 85–91. doi:10.11646/phytotaxa.247.1.6
- S. S. Stoyanov: Reinstatement of Centaurea cyanomorpha (Asteraceae), an endemic species from southeastern Bulgaria. In: Phytotaxa. Band 268, 2016, S. 46–56. doi:10.11646/phytotaxa.268.1.3
- T. Uysal, E. Hamzaoğlu, K. Ertuğrul, M. Bozkurt: A new species of Centaurea (Asteraceae) from Turkey. In: Phytotaxa. Band 275, 2016, S. 149–158. doi:10.11646/phytotaxa.275.2.6
- I. S. Yüzbaşıoğlu, M. Bona, I. Genç: A new species of Centaurea sect. Pseudoseridia (Asteraceae) from north-eastern Turkey. In: PhytoKeys. Band 53, 2015, S. 27–38. doi:10.3897/phytokeys.53.5250
- S. Bancheva, Z. Kaya: Centaurea raimondoi, a new species from Asteraceae. In: Flora Mediterranea. Band 25 (special), 2015, S. 305–310. doi:10.7320/FlMedit25.305
- Andreas Hilpold, Núria Garcia-Jacas, Roser Vilatersana, Alfonso Susanna de la Serna: Taxonomical and nomenclatural notes on Centaurea: A proposal of classification, a description of new sections and subsections, and a species list of the redefined section Centaurea. In: Collectanea Botanica. Band 33, 2014, e001. doi:10.3989/collectbot.2013.v33.001
- Andreas Hilpold, Roser Vilatersana, Alfonso Susanna, Andrea Sanchez Meseguer, Igor Boršić, Theophanis Constantinidis, Rossella Filigheddu, Konstantin Romaschenko, Víctor Suárez-Santiago, Osman Tugay, Tuna Uysal, Bernard Pfeil, Núria Garcia-Jacas: Phylogeny of the Centaurea group (Centaurea, Compositae) – Geography is a better predictor than morphology. In: Molecular phylogenetics and evolution. Band 77, August 2014, S. 195–215. doi:10.1016/j.ympev.2014.04.022
- M. Ranjbar, K. Negaresh, R. Karamian: Cyanus ouramanicus (Asteraceae), a new species from Iran. In: Annales Botanici Fennici. Band 50, 2013, S. 160–164. doi:10.5735/085.050.0306
- M. Ranjbar, K. Negaresh, R. Karamian: Cyanus tabrizianus Ranjbar & Negaresh (Asteraceae), a new species from Iran. In: Candollea. Band 68, 2013, S. 187–192. doi:10.15553/c2012v682a1
- Núria Garcia-Jacas, T. Uysal, K. Romashchenko, V. N. Suárez-Santiago, K. Ertugrul, A. Susanna: Centaurea revisited: a molecular survey of the Jacea group. In: Annals of Botany. Band 98, 2006, S. 741–753.
- O. Hidalgo, Núria Garcia-Jacas, T. Garnatje, A. Susanna: Phylogeny of Rhaponticum (Asteraceae, Cardueae-Centaureinae) and related genera inferred from nuclear and chloroplast DNA sequence data: taxonomic and biogeographic implications. In: Annals of Botany. Band 97, 2006, S. 705–714.
- Ö. Eren The genus Rhaponticoides Vaill. (Asteraceae) in Turkey: A new species and first key. In: Pl. Syst. EVolume. Band 267, 2007, S. 13–23. doi:10.1007/s00606-007-0576-4
- Núria Garcia-Jacas, A. Susanna, T. Garnatje, Roser Vilatersana: Generic delimitation and phlogeny of the subtribe Centaureinae (Asteraceae): A combined nuclear and chloroplast DNA analysis. In: Annals of Botany. Band 87, 2001, S. 503–515.